# Фредерік де Ганен
Фредерік де Ганен (нід. Frédéric de Haenen; 1853, Утрехт — 1 червня 1929, Іль-де-Бреа, Франція) — французький художник і ілюстратор нідерландського походження, особливо відомий своїми реалістичними замальовками, зробленими в імператорській Росії.

## Життєпис
Багато подорожував, відвідав зокрема Центральну Африку та Росію. Понад 30 років у Парижі керував журналом «L'Illustration» (1888–1923).
У 1908 переїхав до Великобританії, де до 1918 для журналу «The Graphic» працював кореспондентом в Африці. Також співпрацював із «The Illustrated London News».
Після Першої світової війни повернувся до Франції і оселився на бретонському острові Бреа, де збудував невеликий химерний замок Krec'h Gwen (з бретонського «Біла земля»). Тут він прожив до кінця своїх днів, намалювавши багато сцен із побаченого ним раніше. Похований на місцевому цвинтарі.

## Російська імперіяна малюнках Фредеріка де Ганена

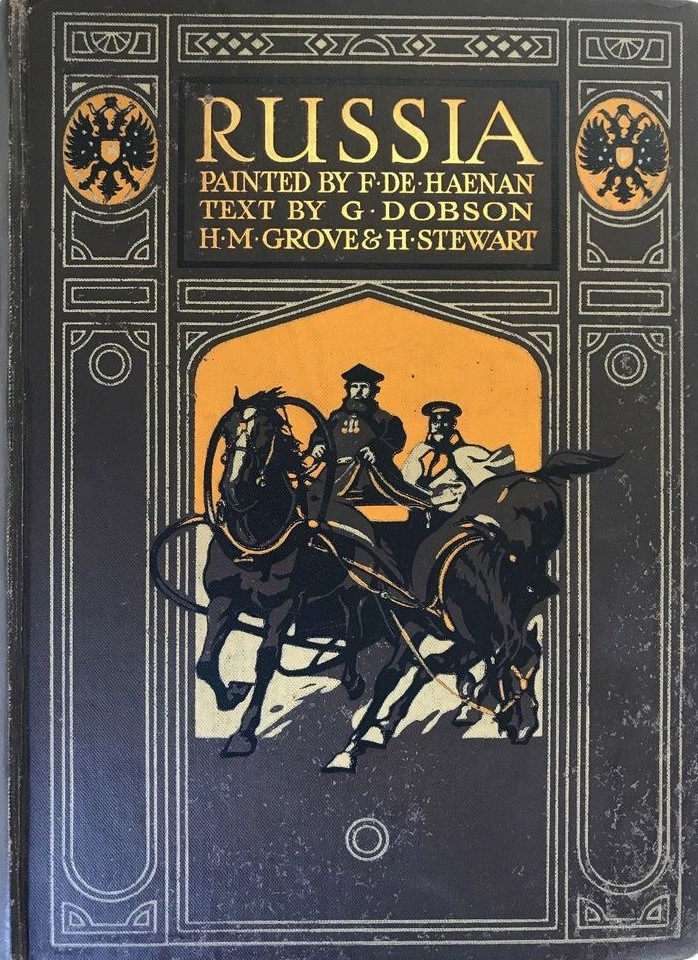
Книга «Росія» з ілюстраціями Ганена, 1913 рік
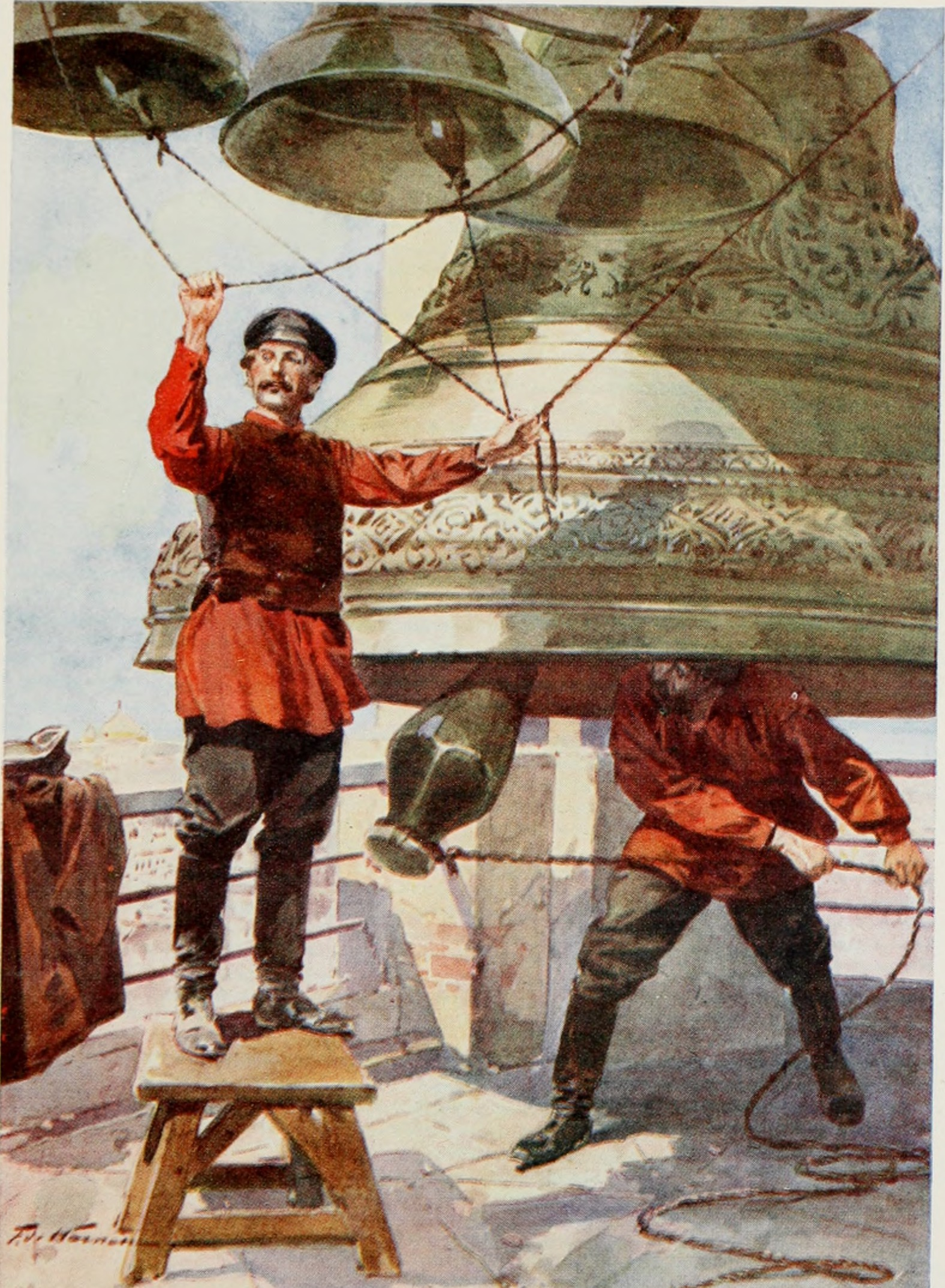
Дзвонарі
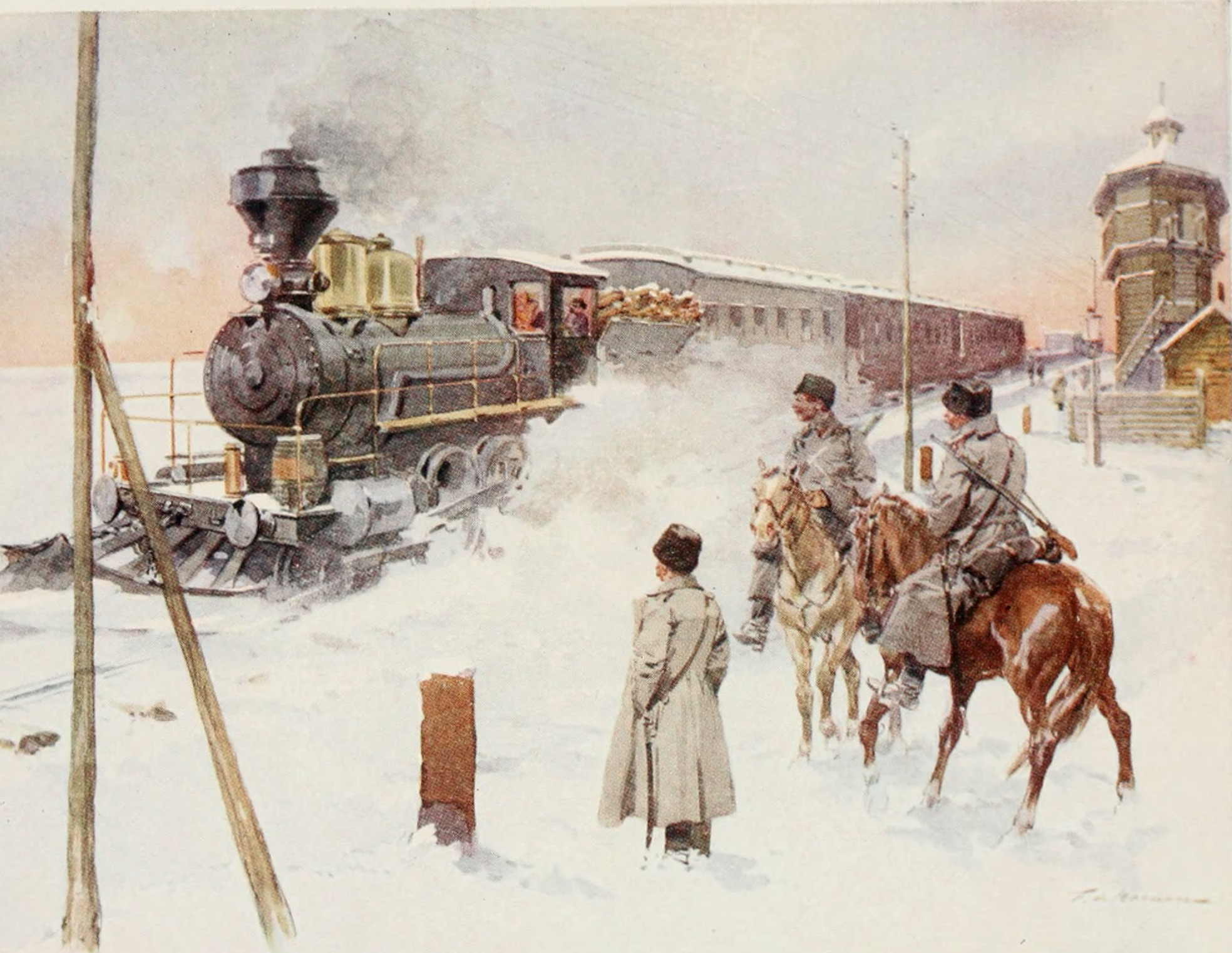
Трассибірська магістраль
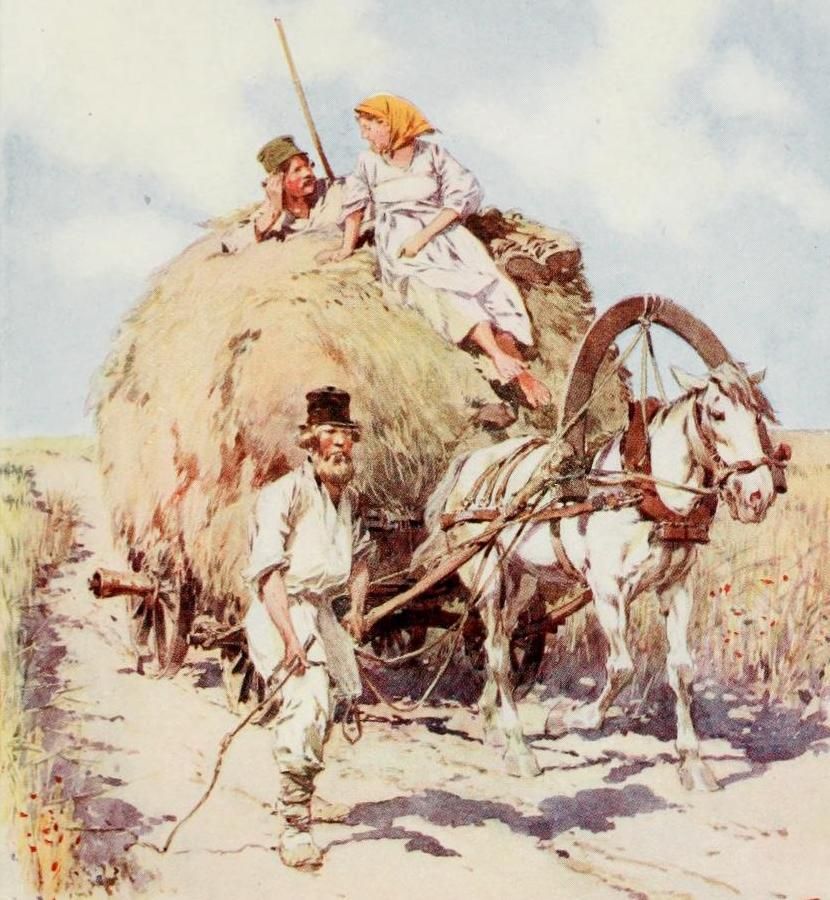
Літній день в селі, 1913
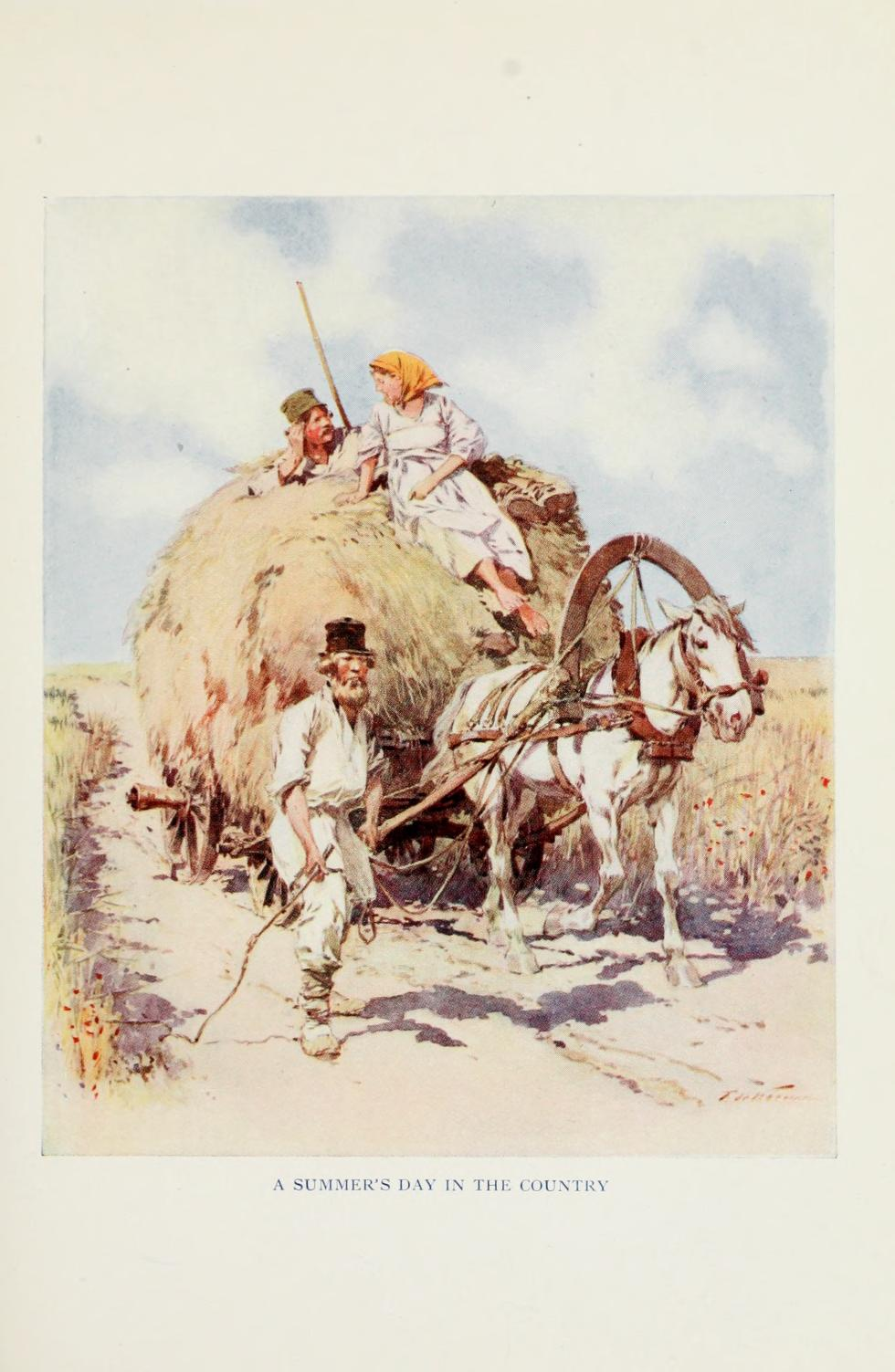
Літній день в селі, 1913
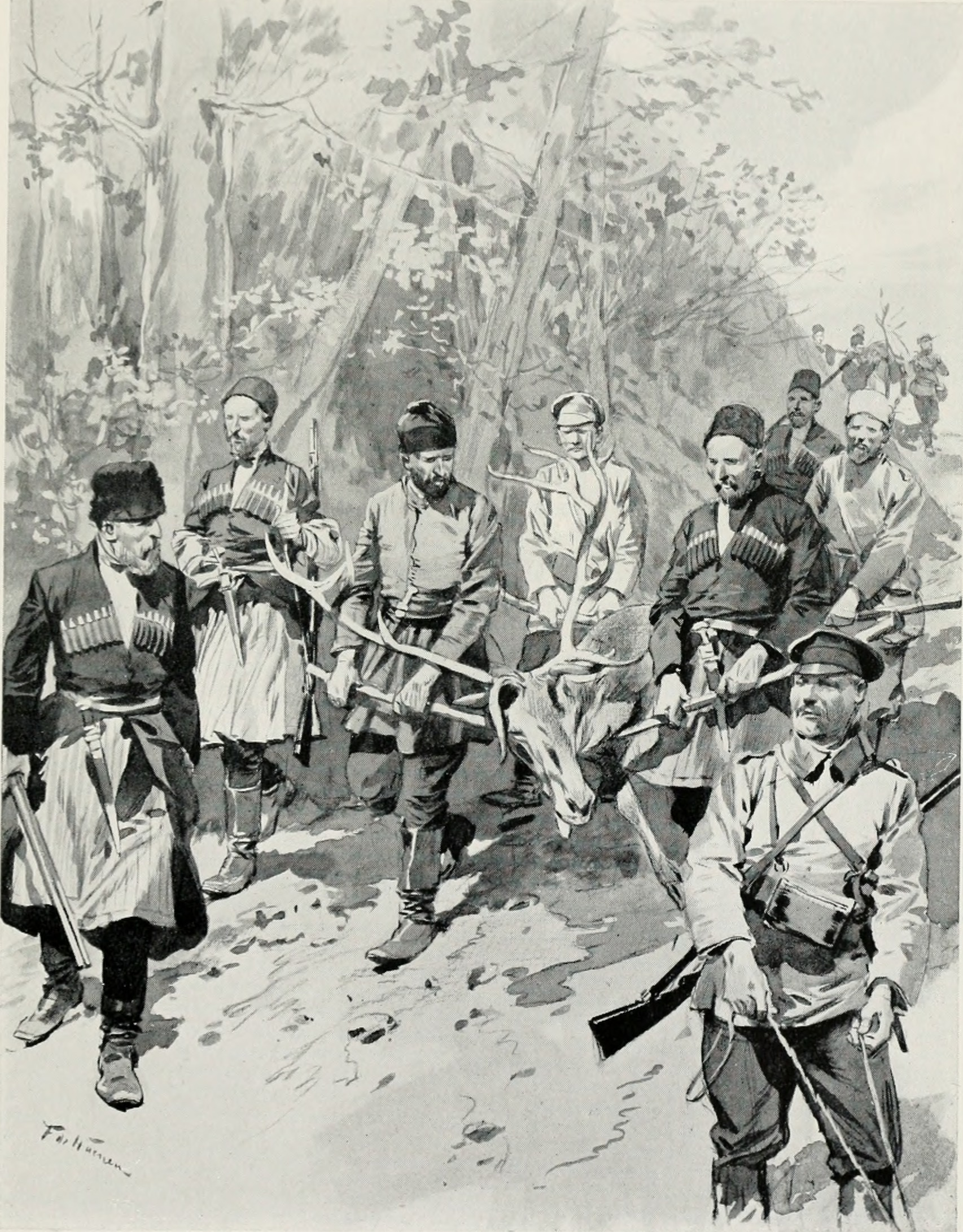
Повернення з полювання на Кавказі
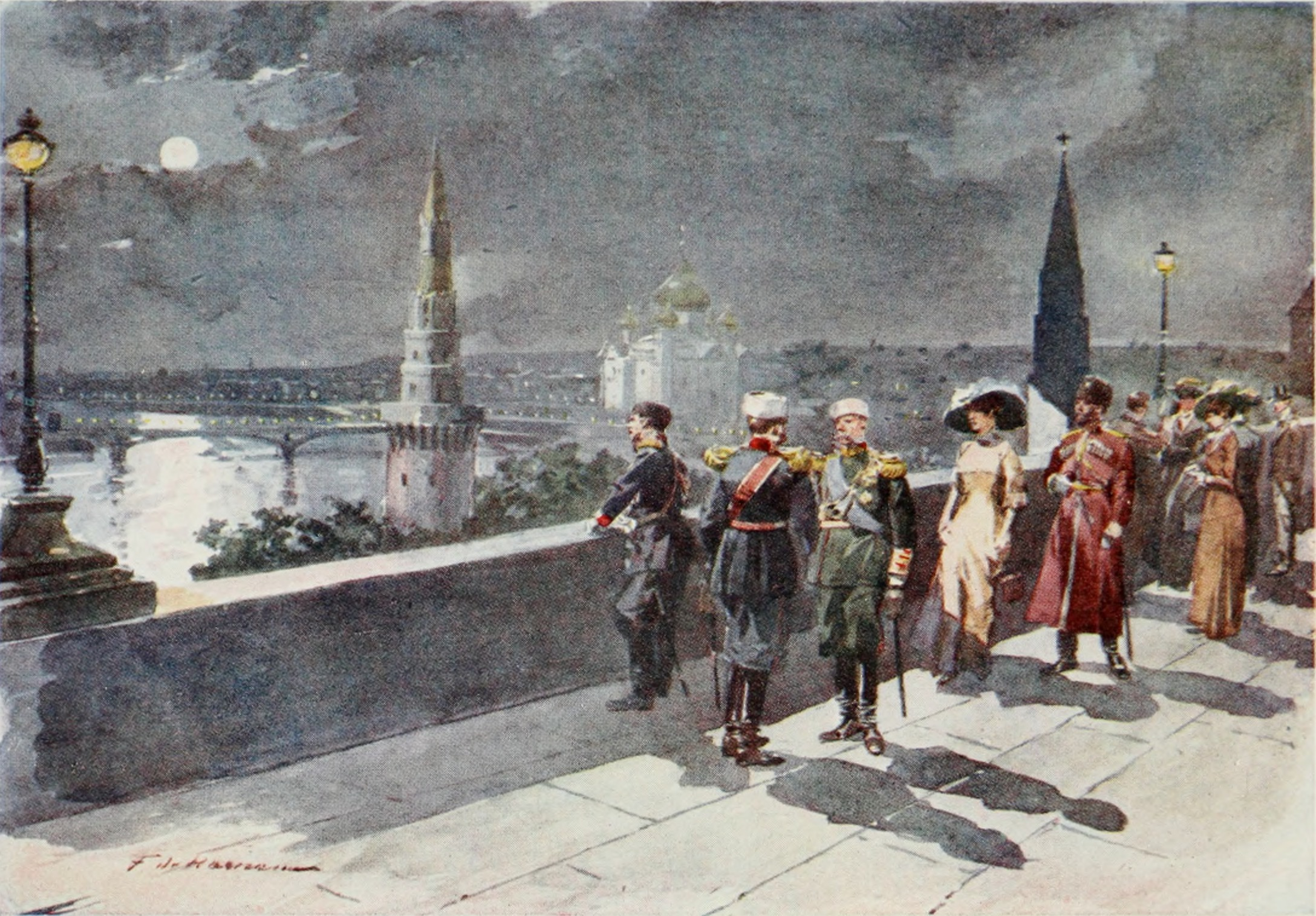
Тераса в Кремлі
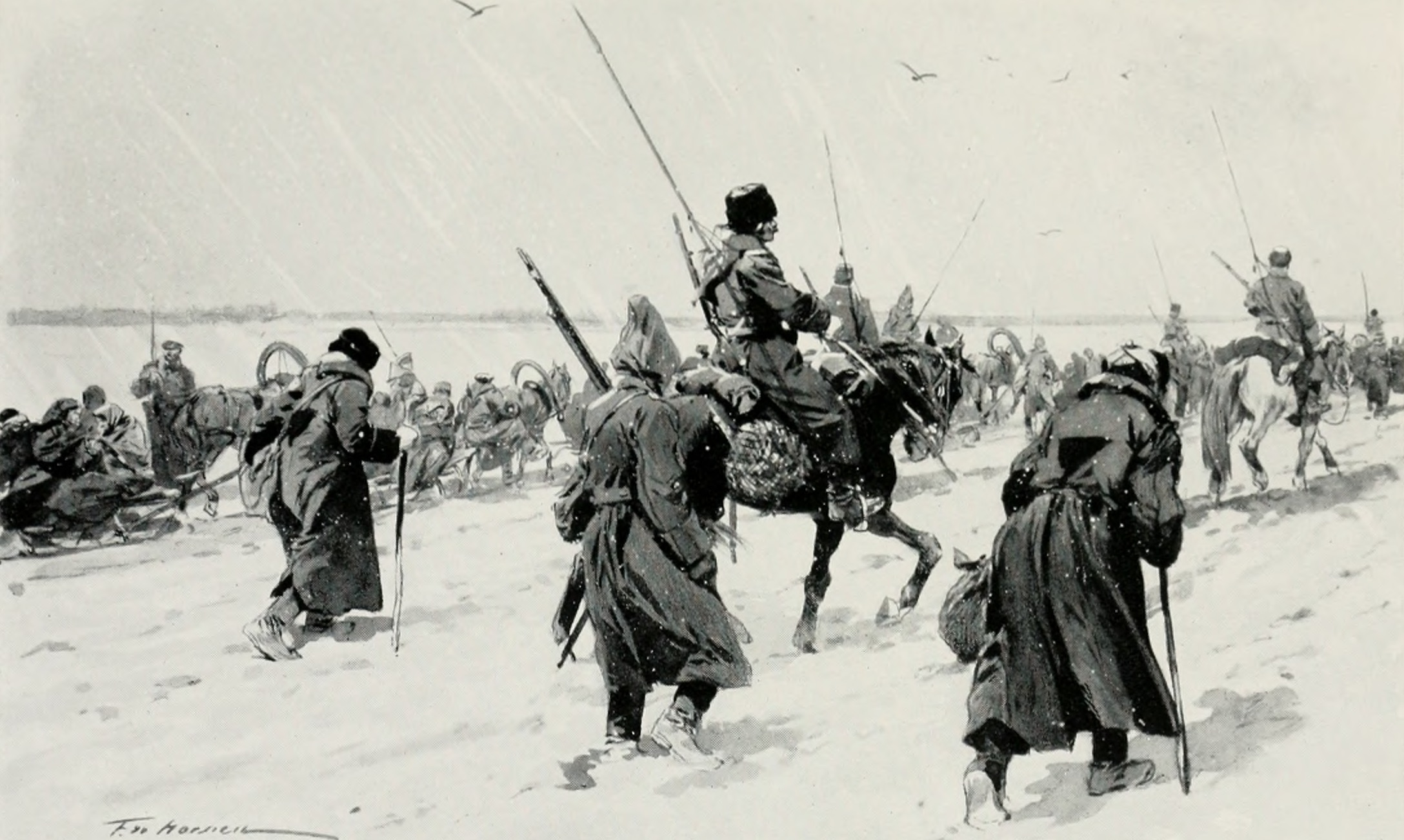
Конвоювання ув'язнених
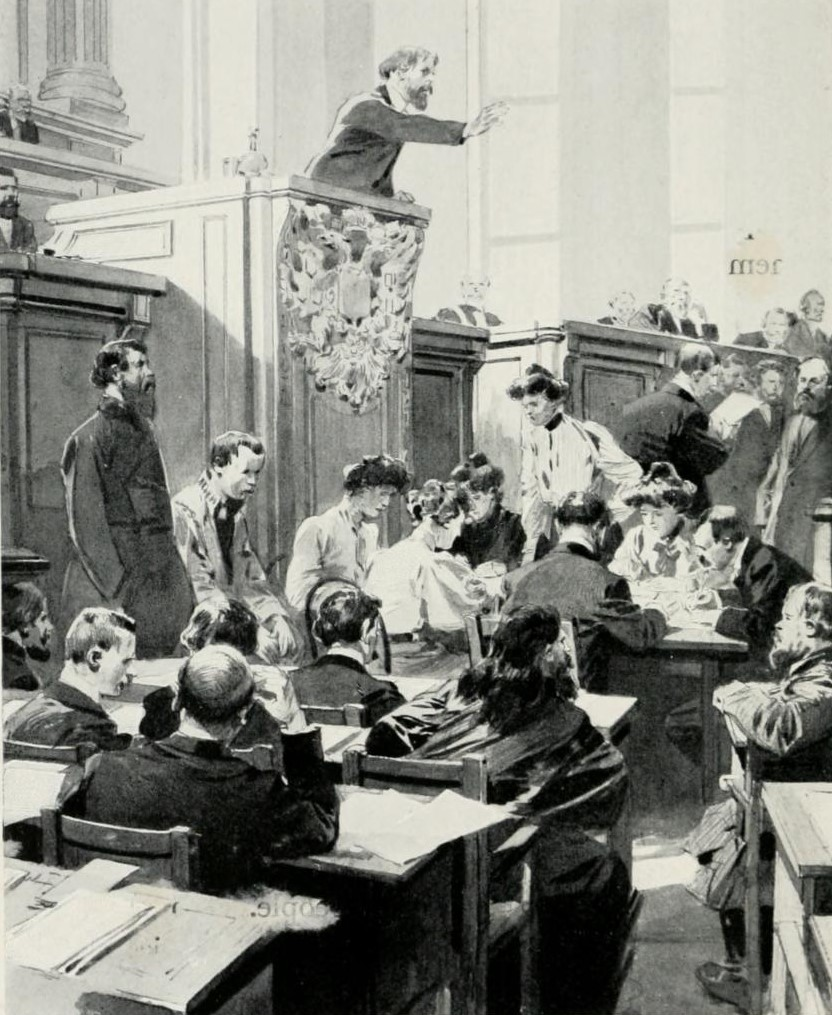
Оратор в Державній думі
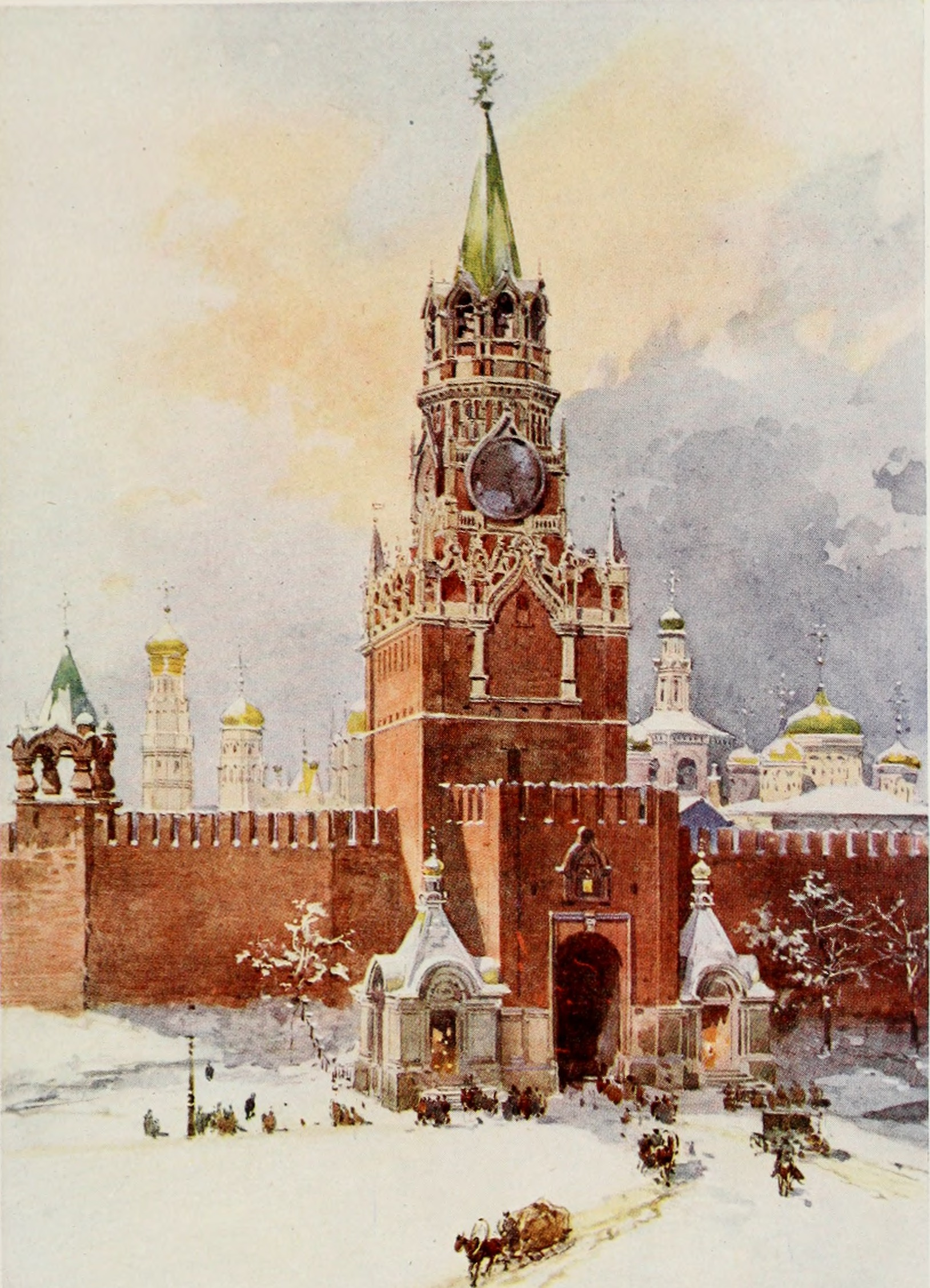
Спаська вежа (з парними каплицями)
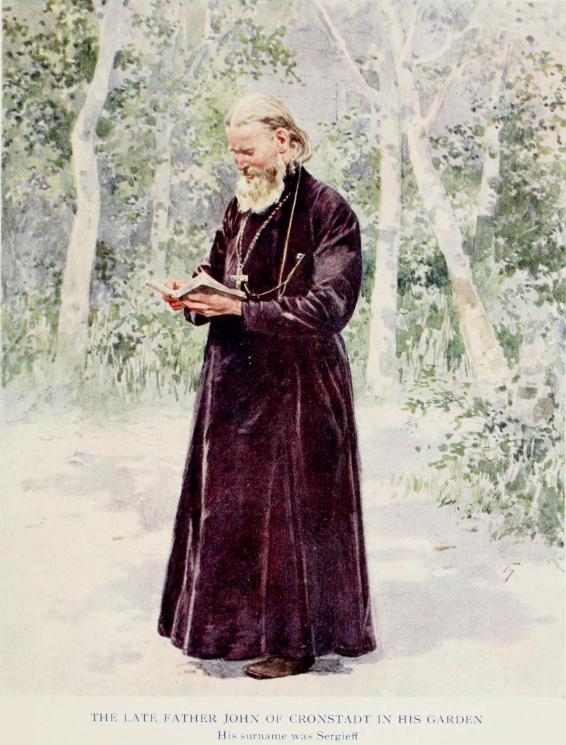
Отец Іван Кронштадтський в саду
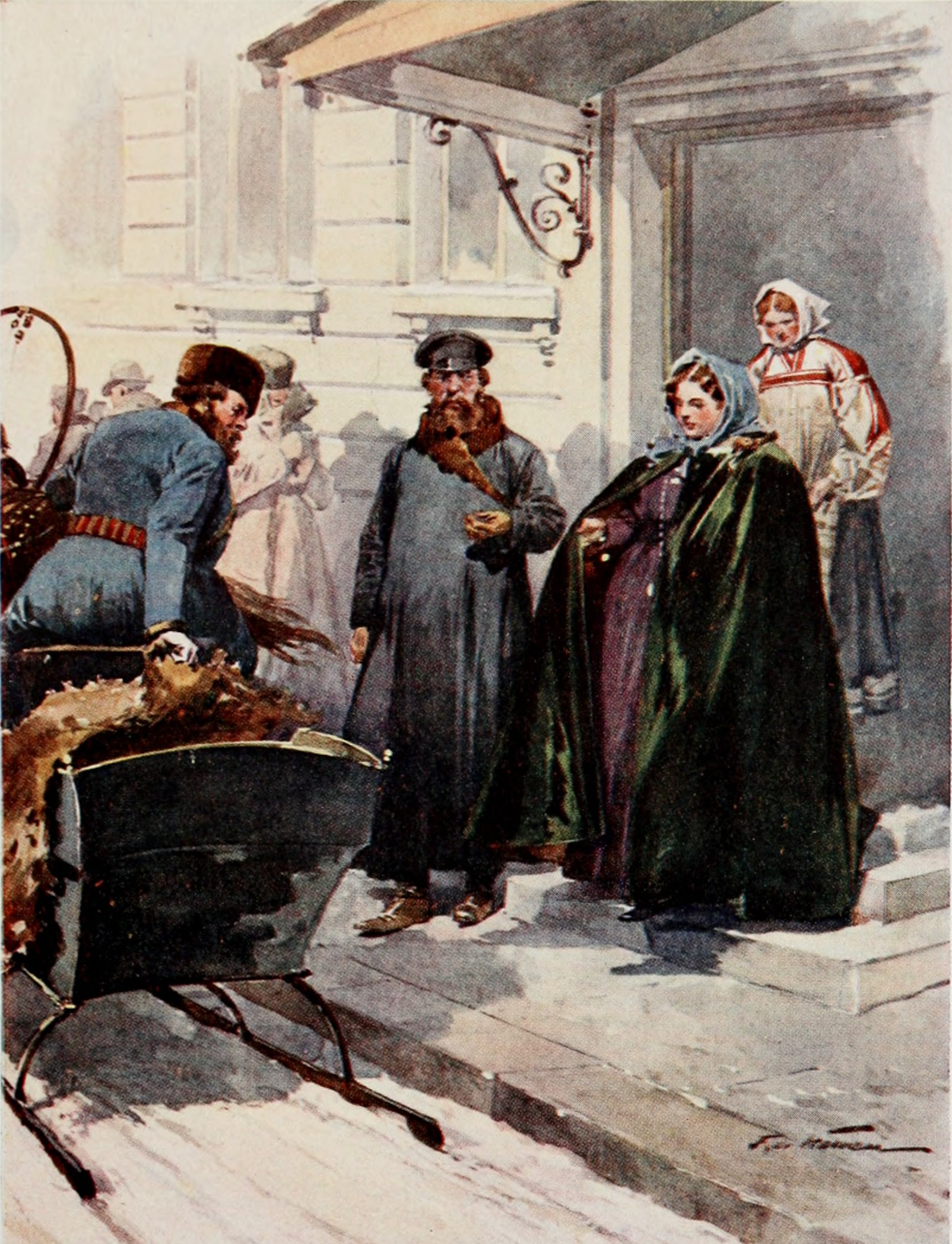
Багатий купець з дружиною
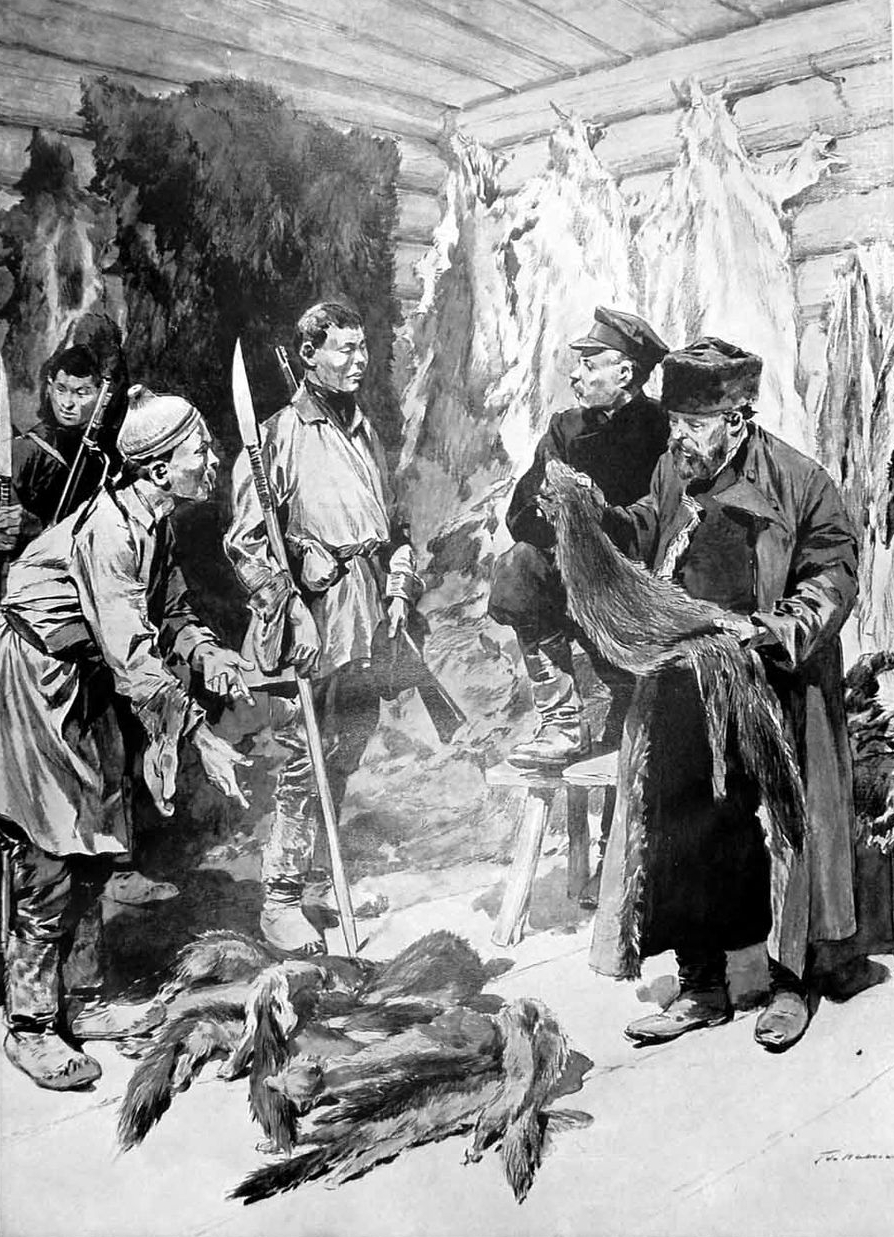
Якутські тунгуси продають хутро російському купцю
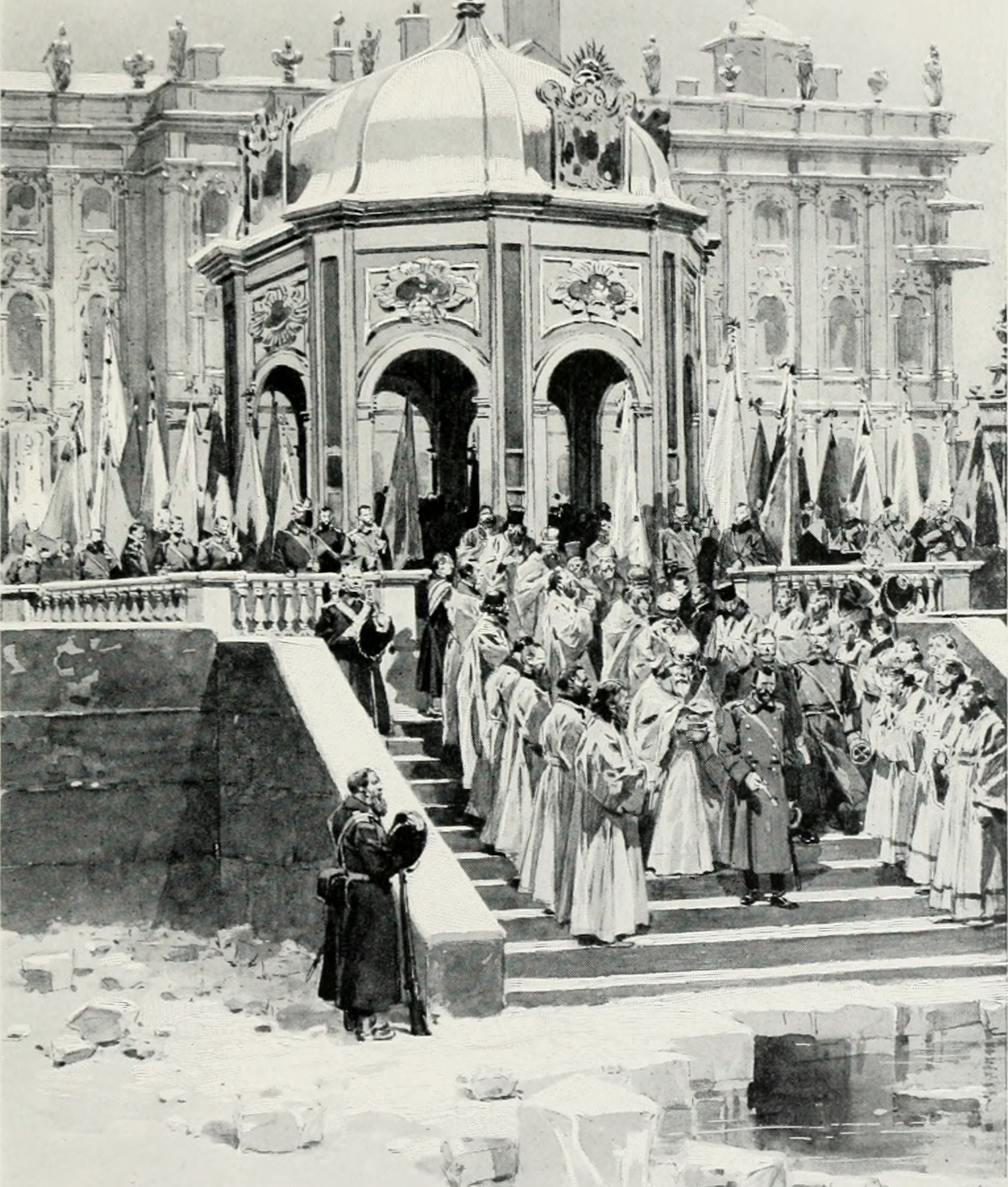
Імператорська хрещенська ополонка на Неві
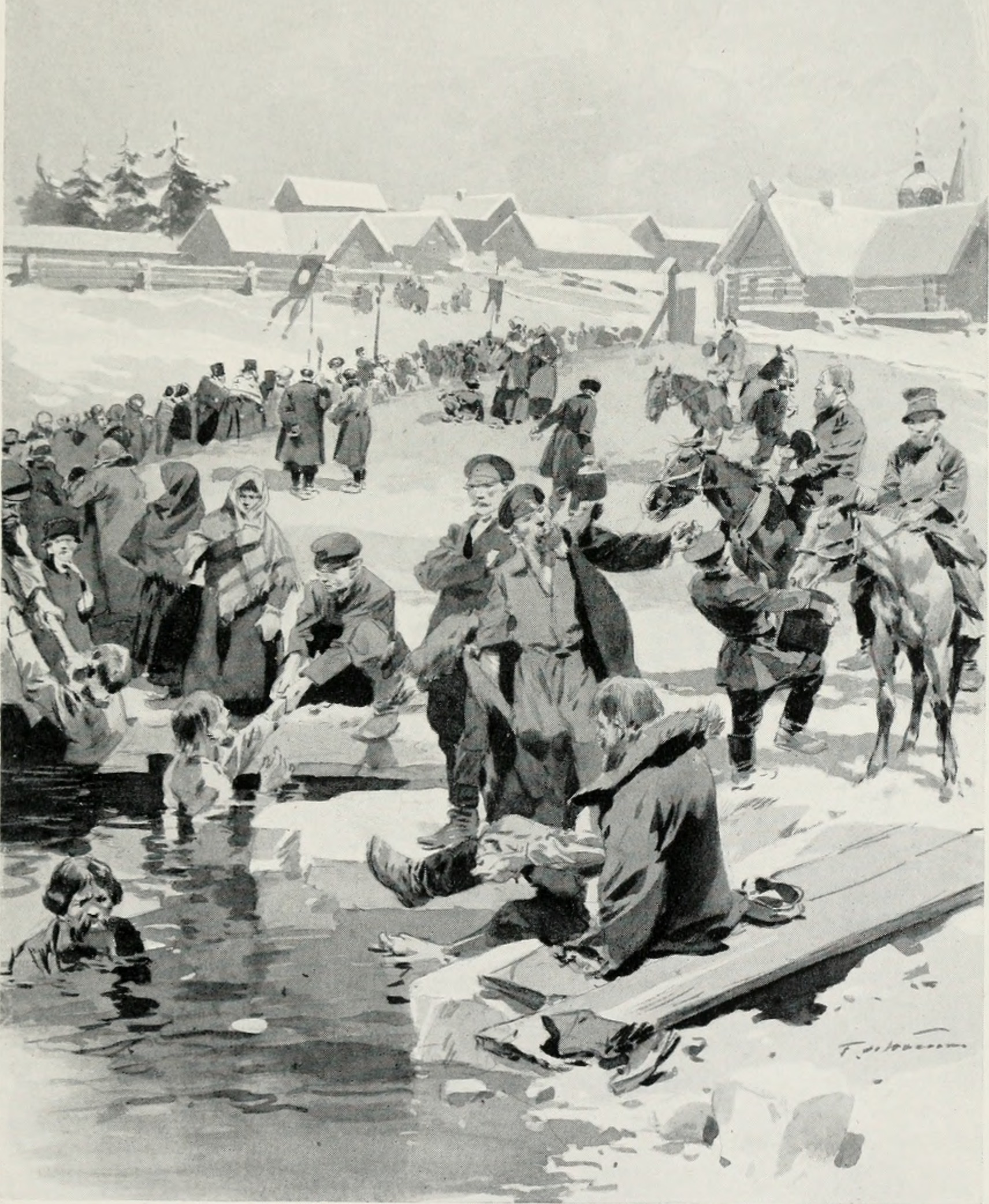
Хрещенська ополонка в селі
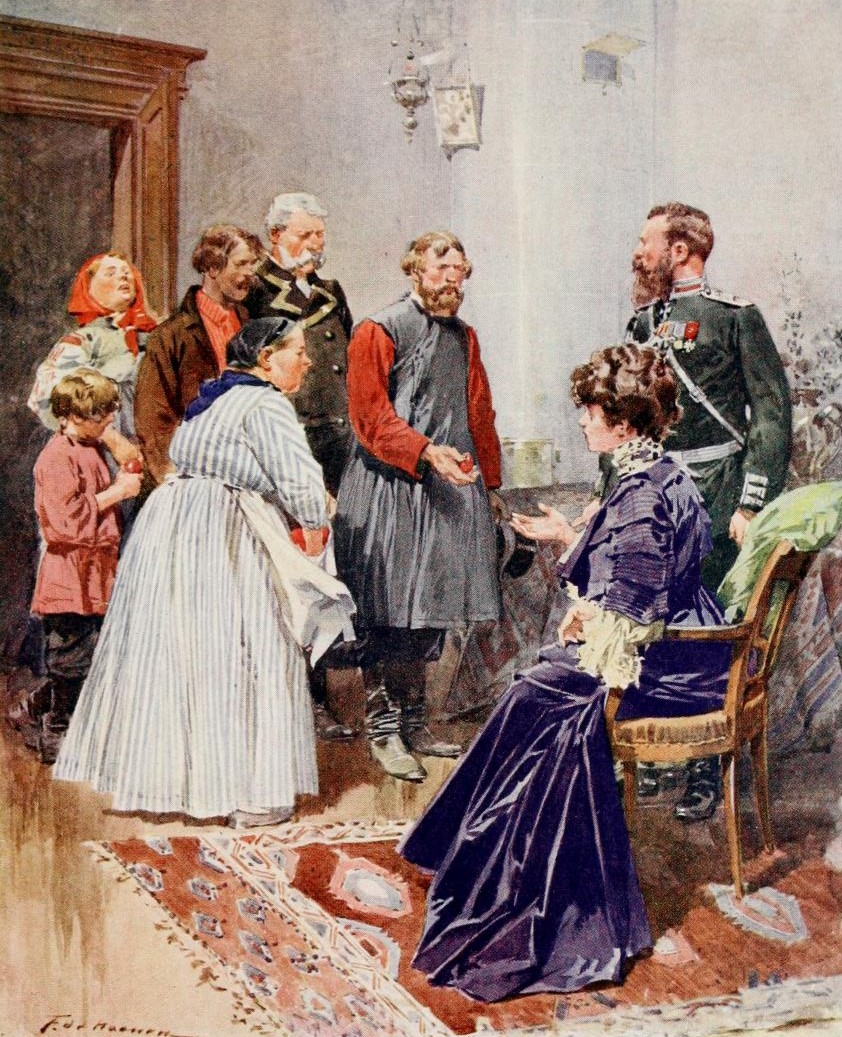
Пасха. Слуги дарують пасхальні яйця господарям дому
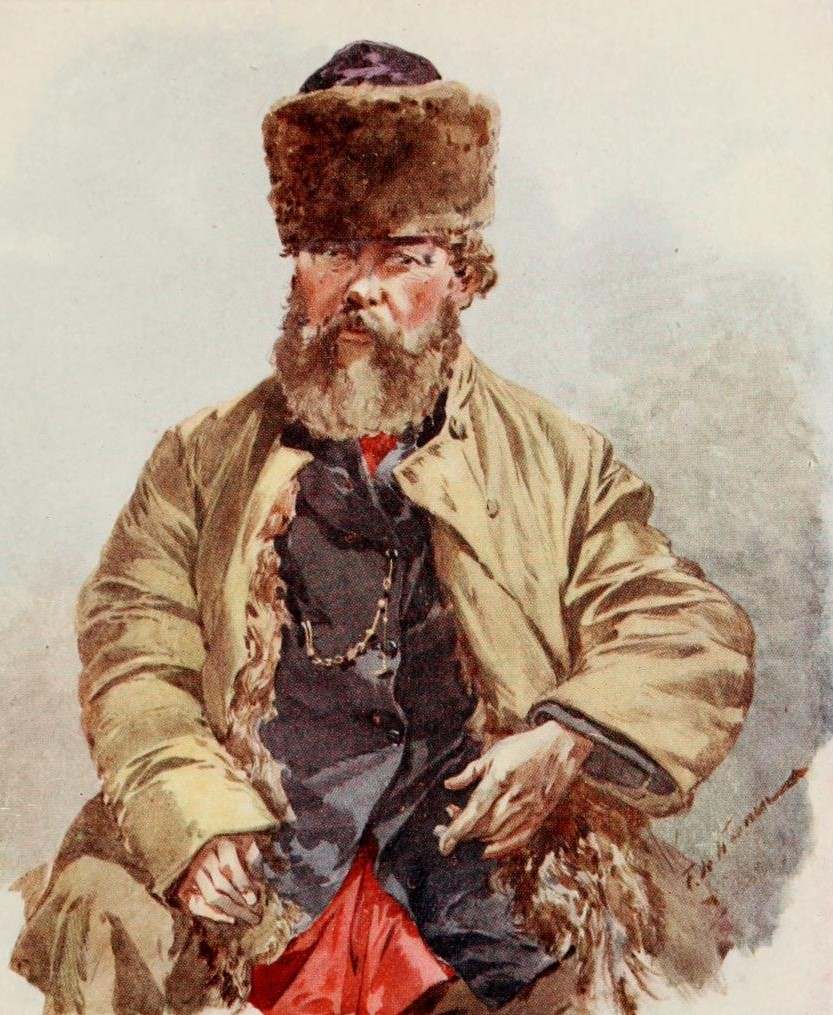
Сільський староста в Тульській губернії, 1913
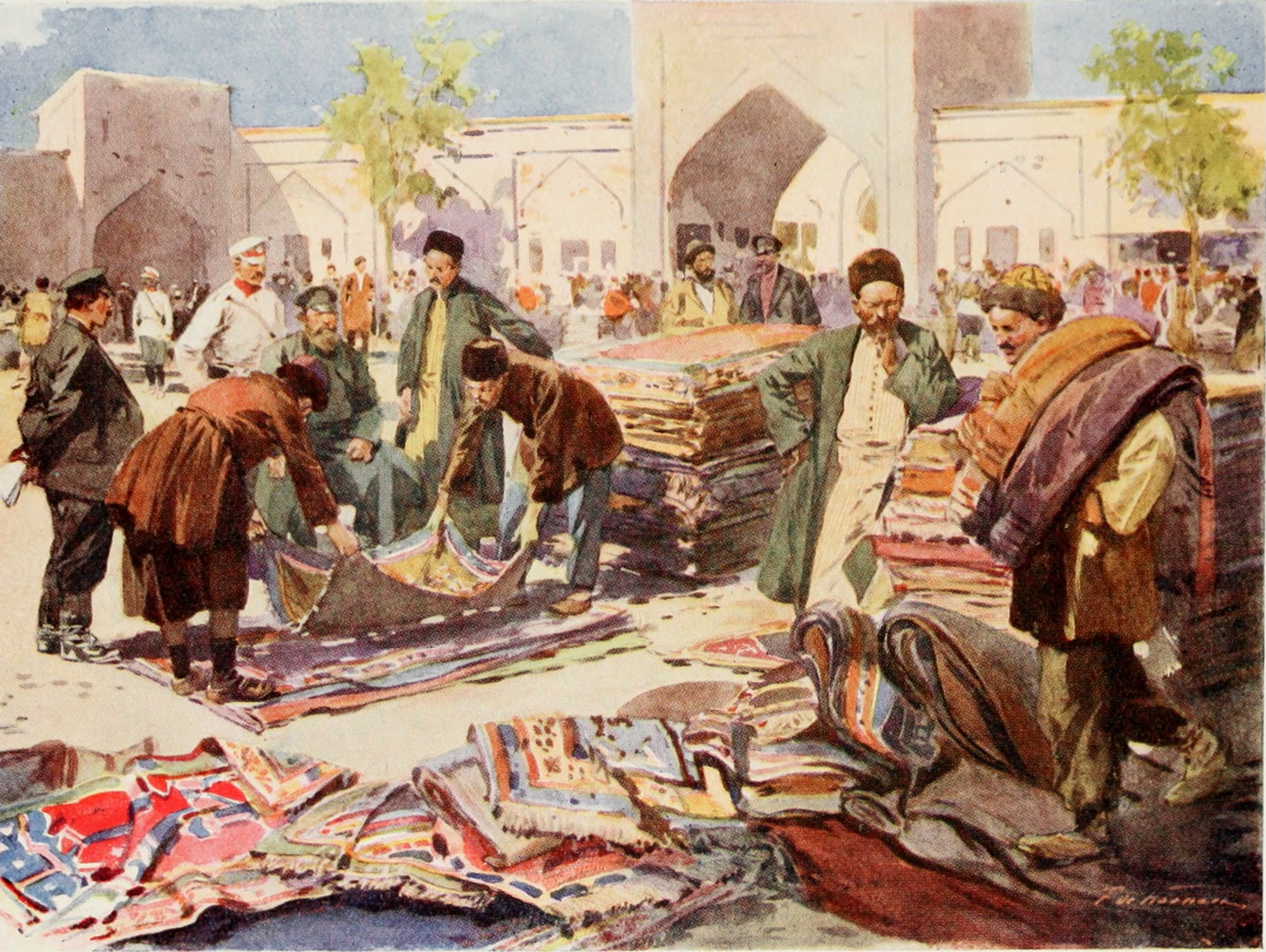
Торговля коврами в Астрахани
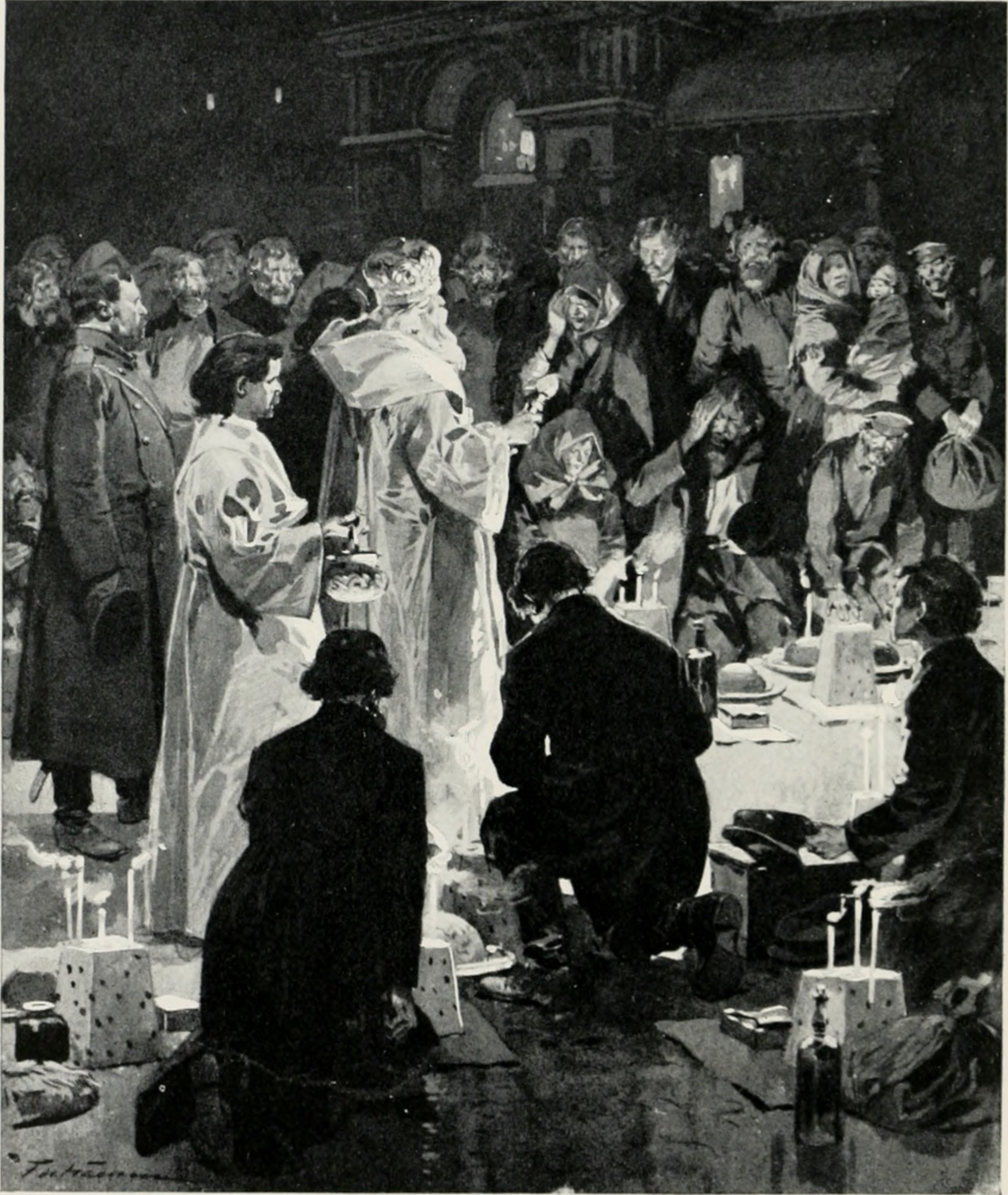
Посвячення пасок на Пасху
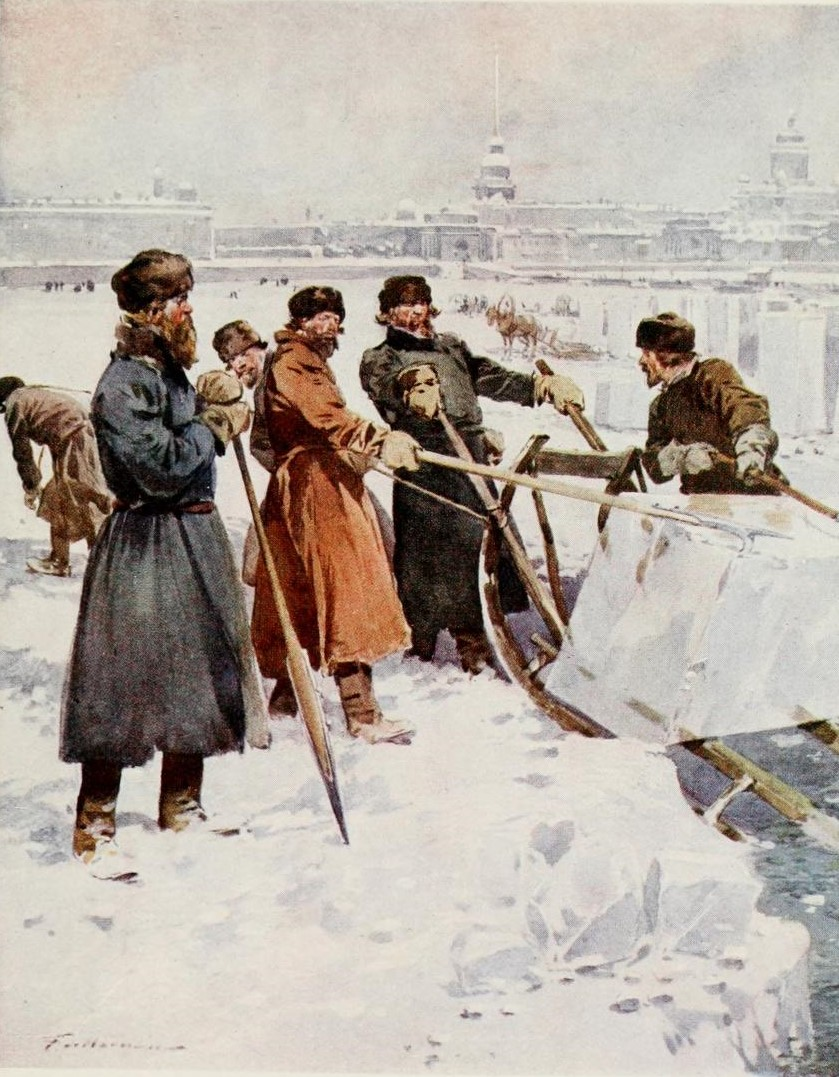
Колка криги на Неві
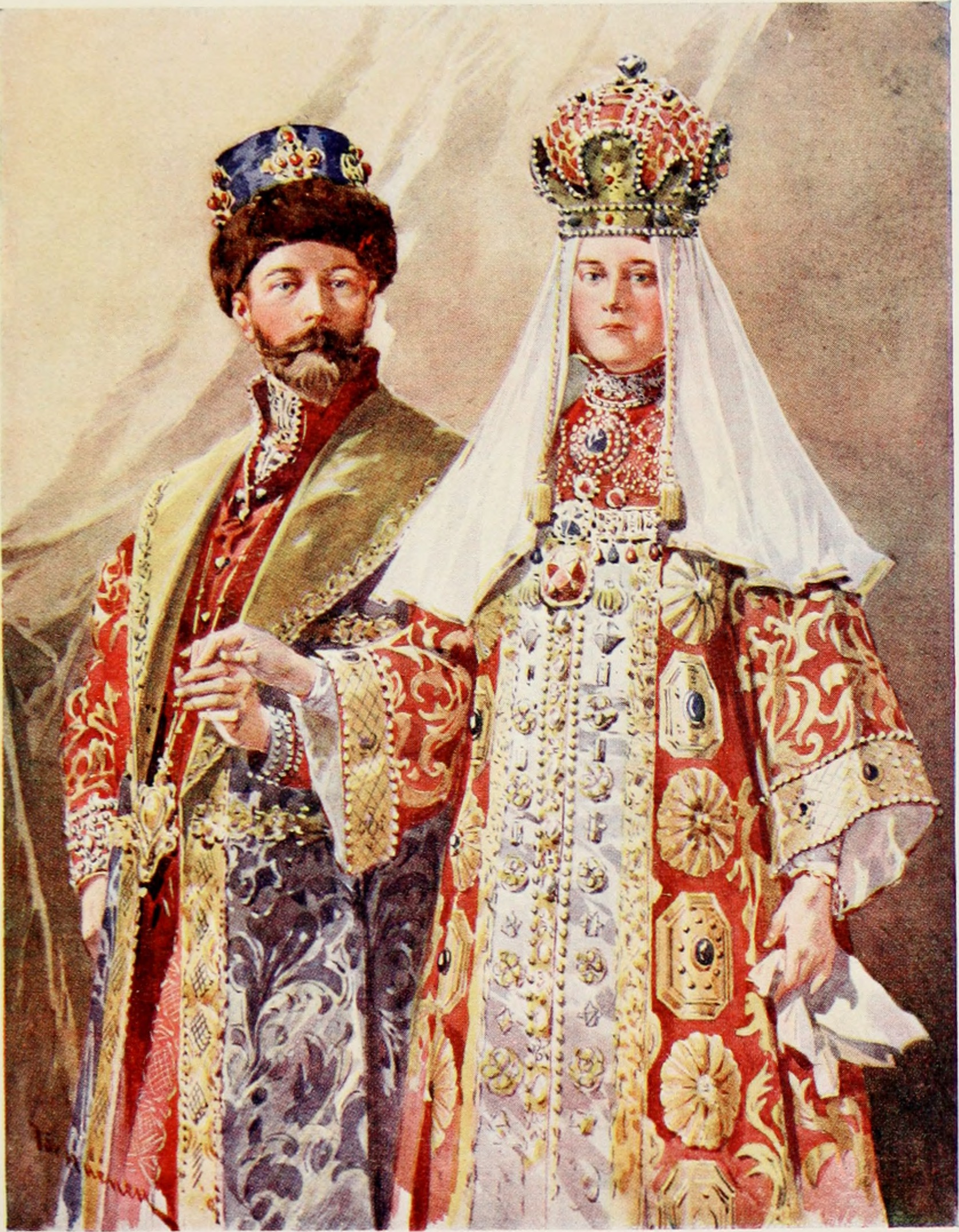
Імператор Микола II й імператриця в старовинних костюмах
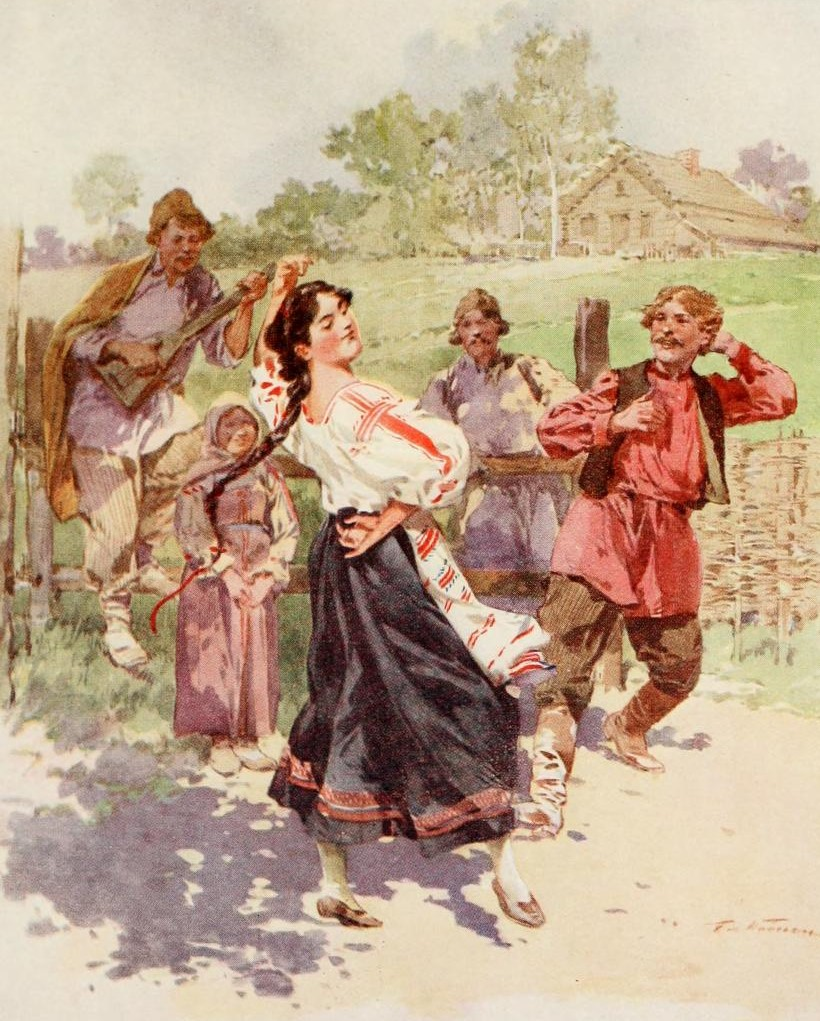
Танок в Україні, 1913
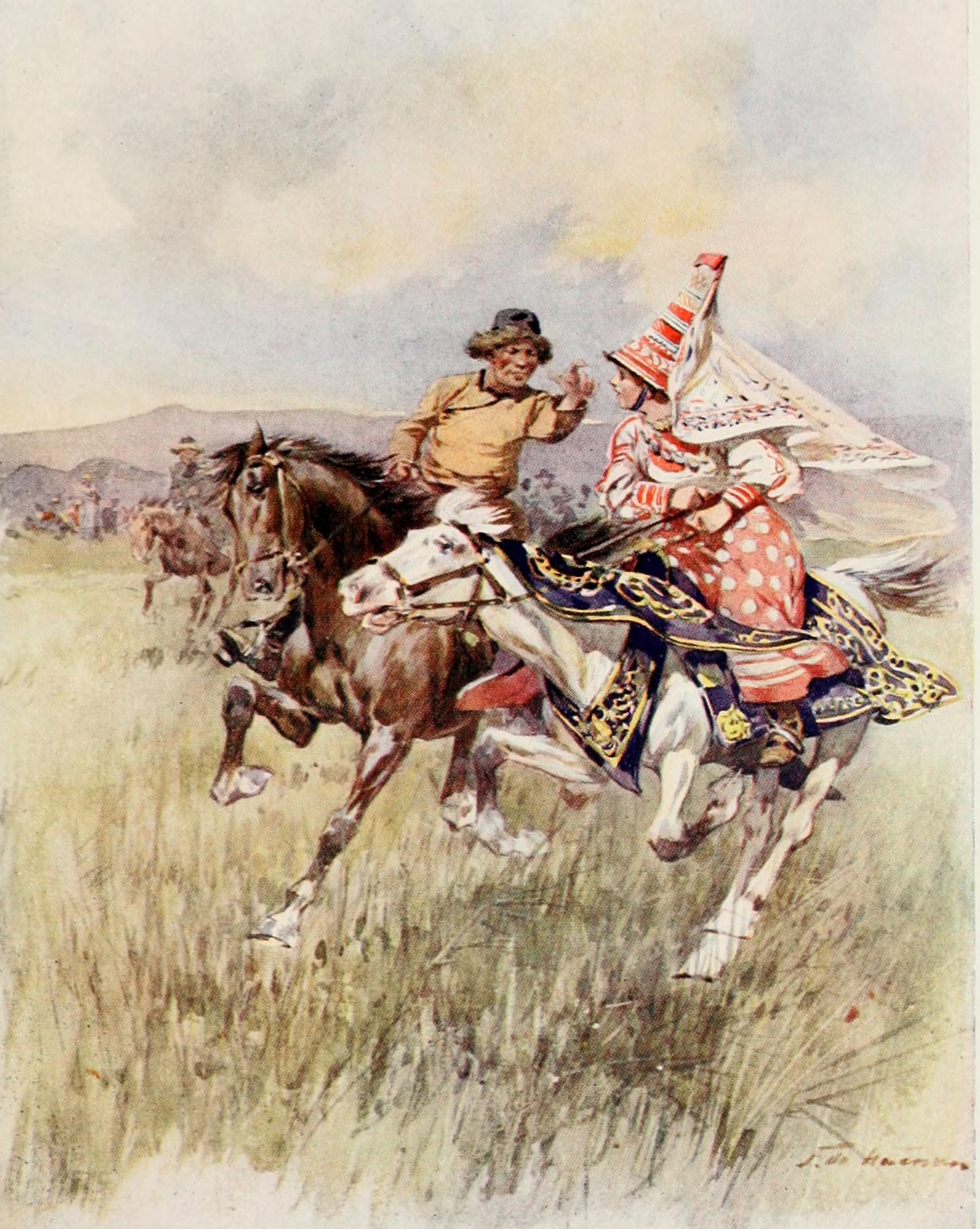
Une séduction kirghize (1913)
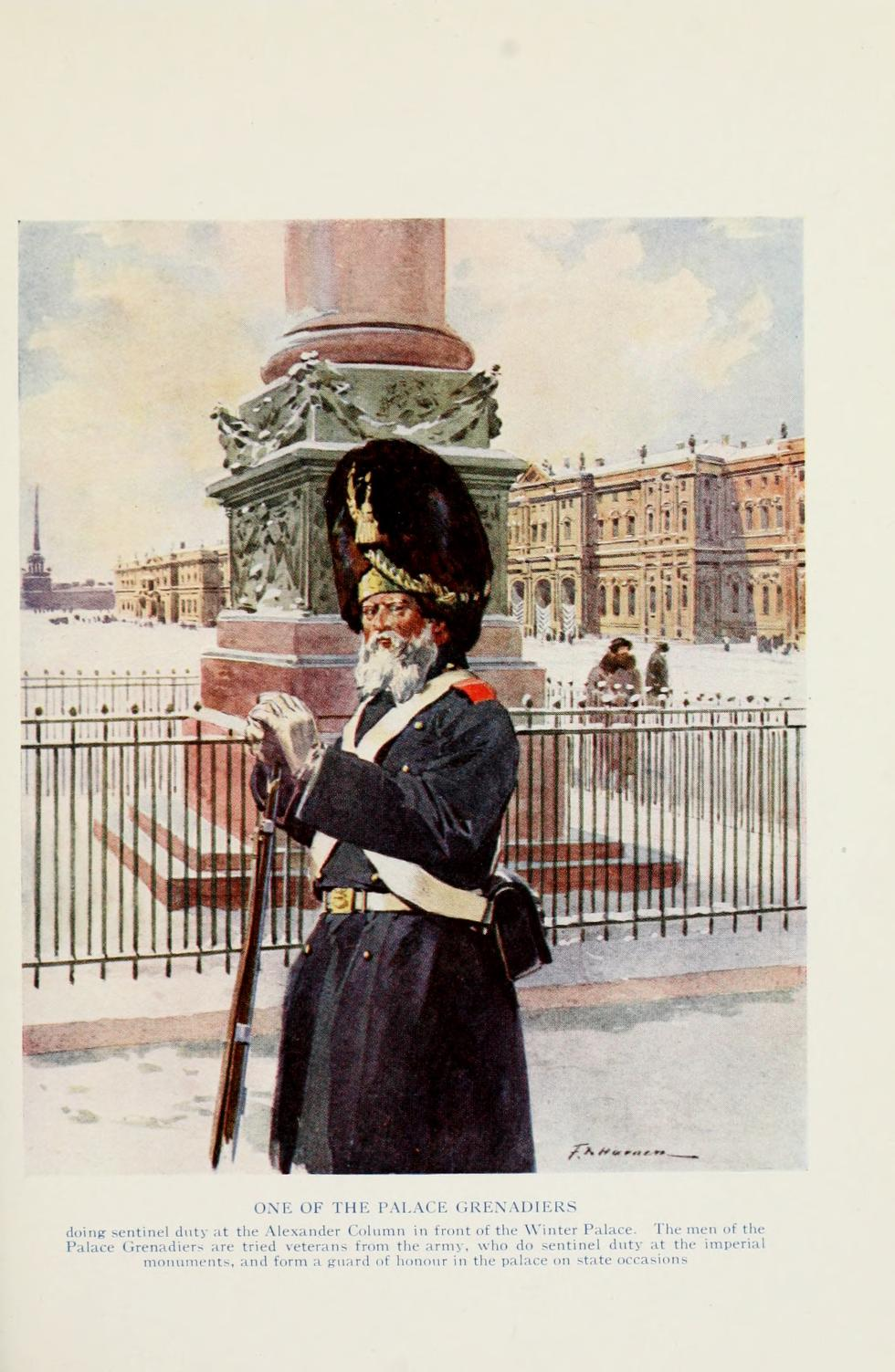
Гренадер перед Зимовим палацом, 1913
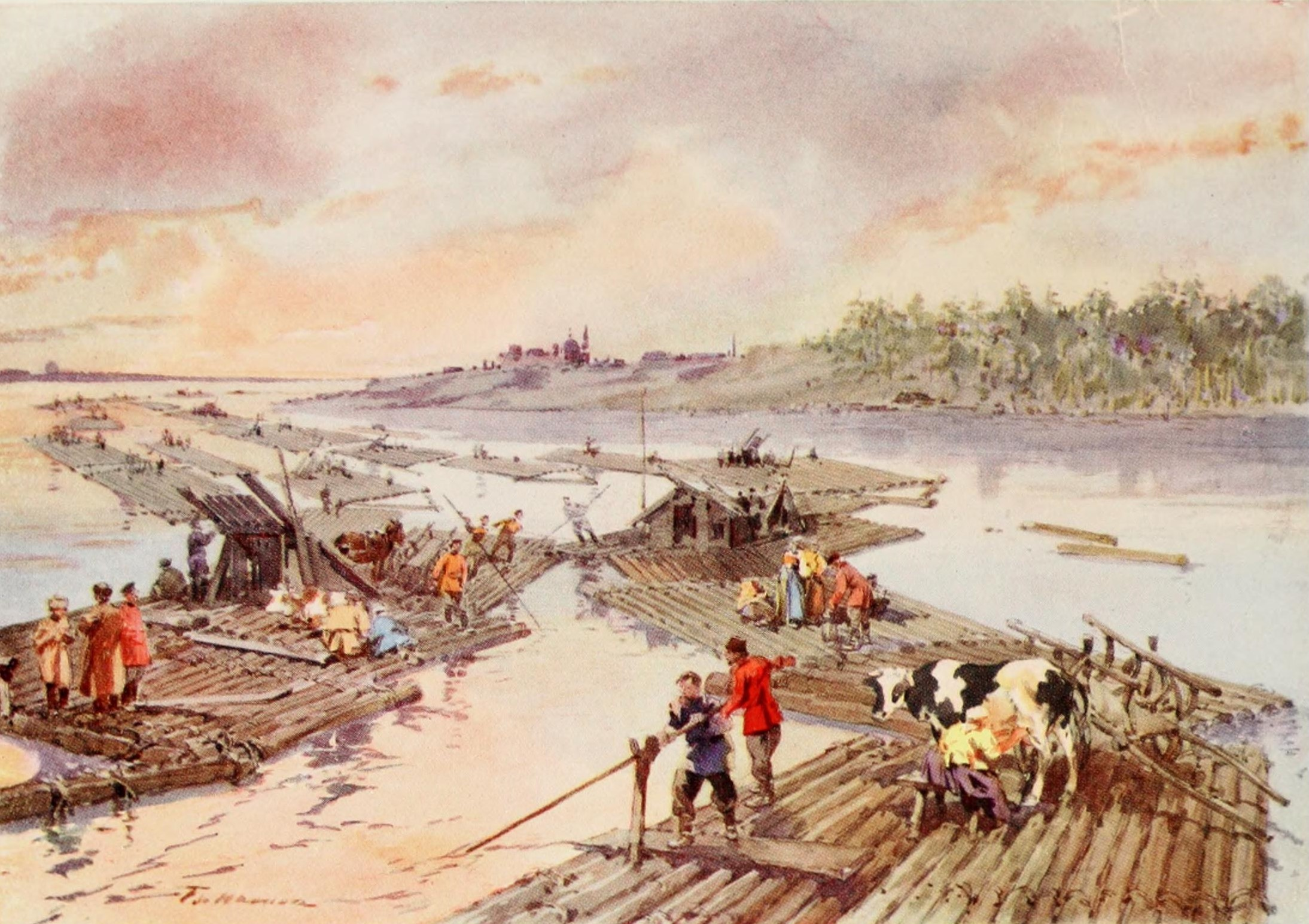
Сплав по Волзі, 1913
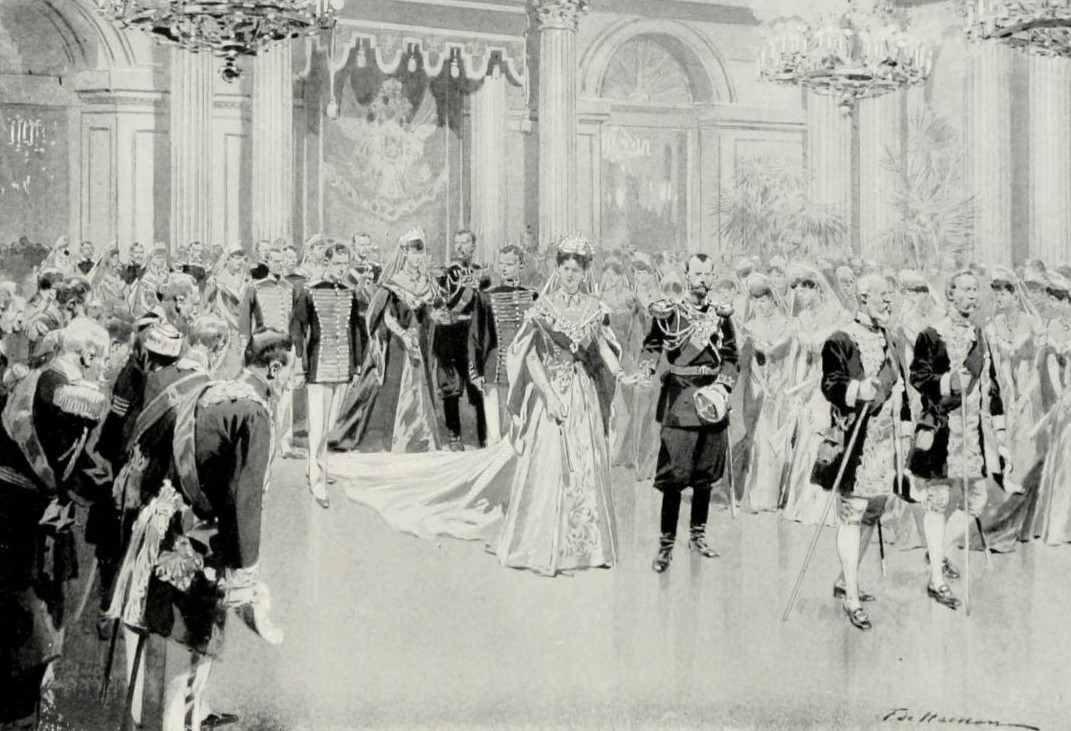
Цар відкриває бал, 1913
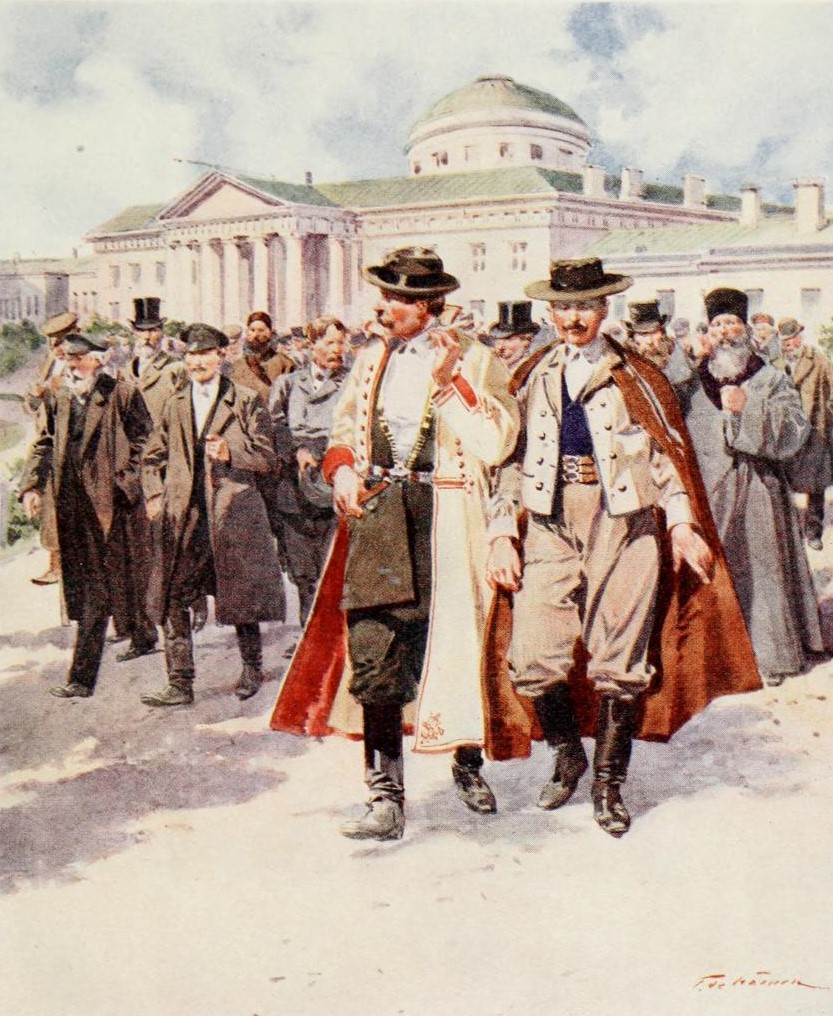
Депутати покидають Думу, 1913
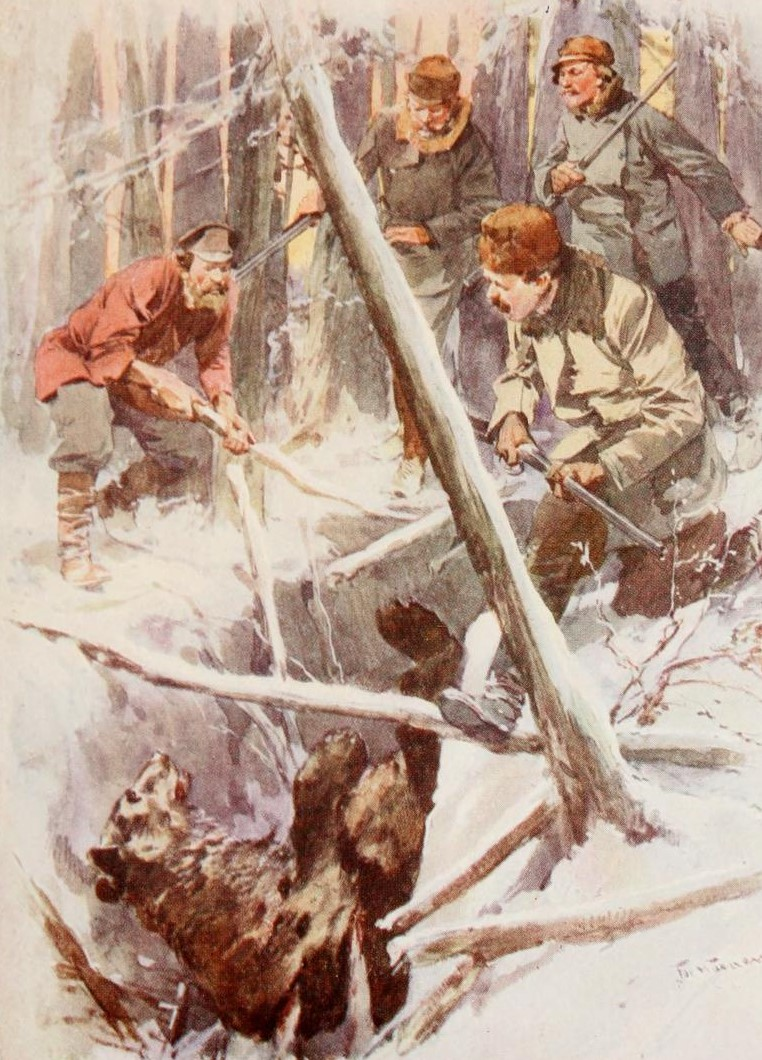
Засада на ведмедя, 1913
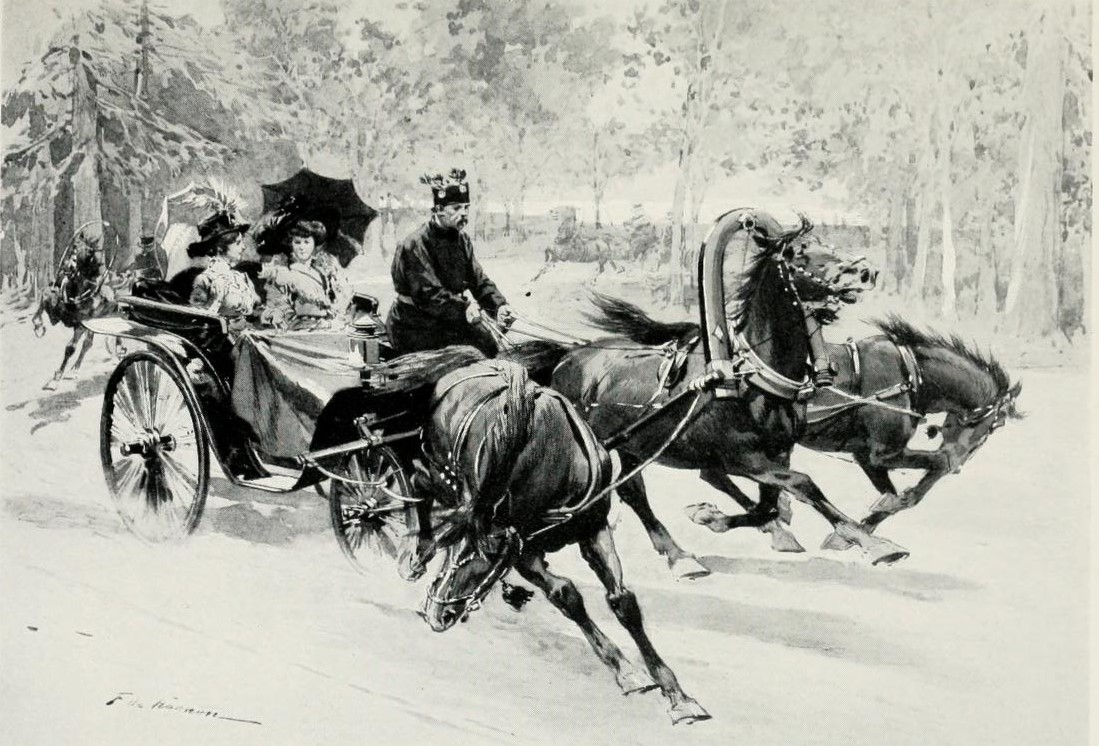
Трійка, 1913
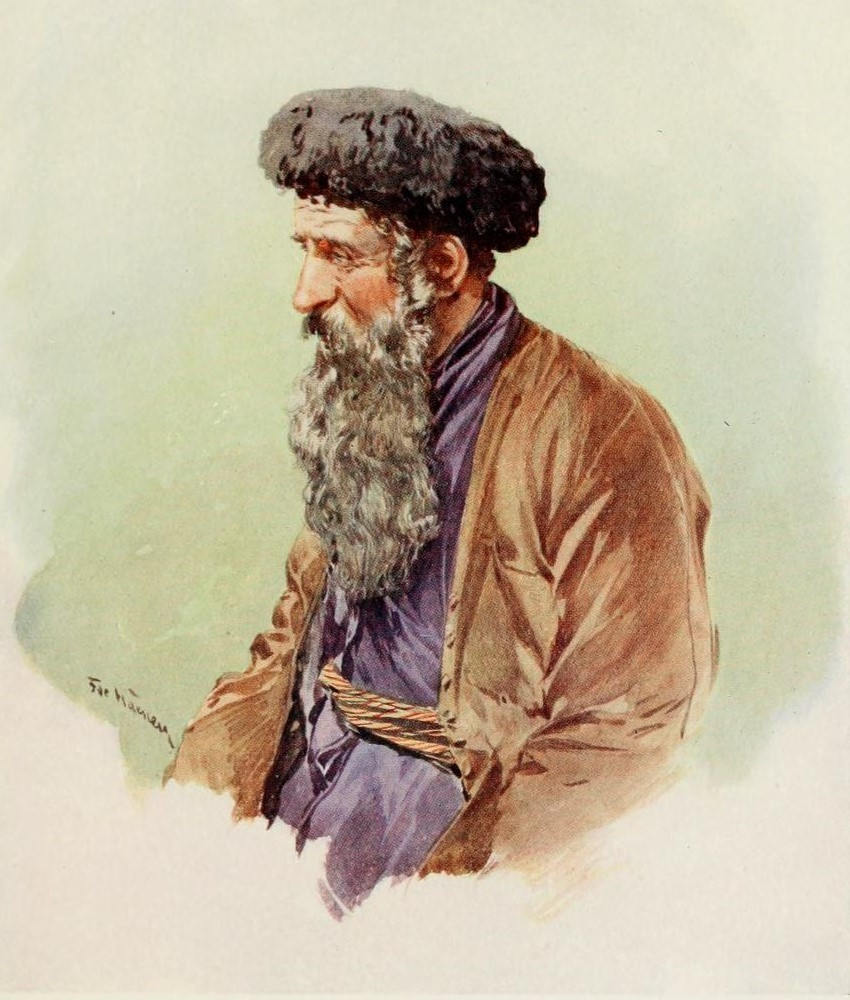
Польський єврей, 1913
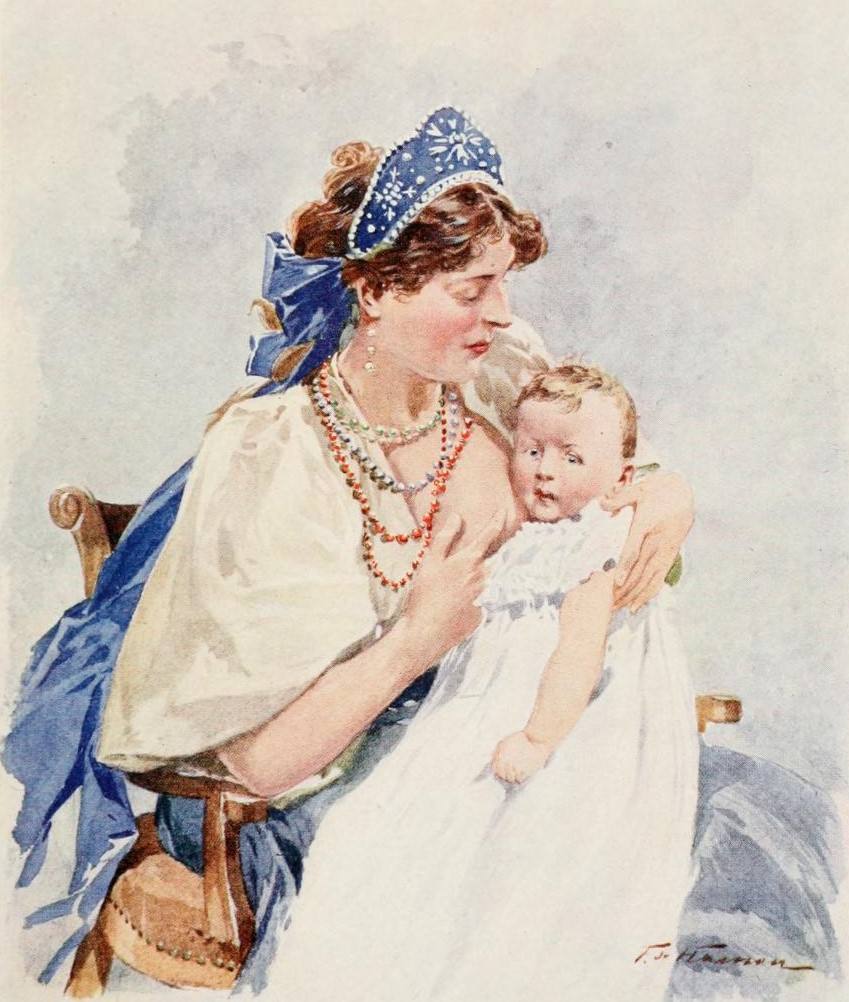
Російська годувальниця, 1913
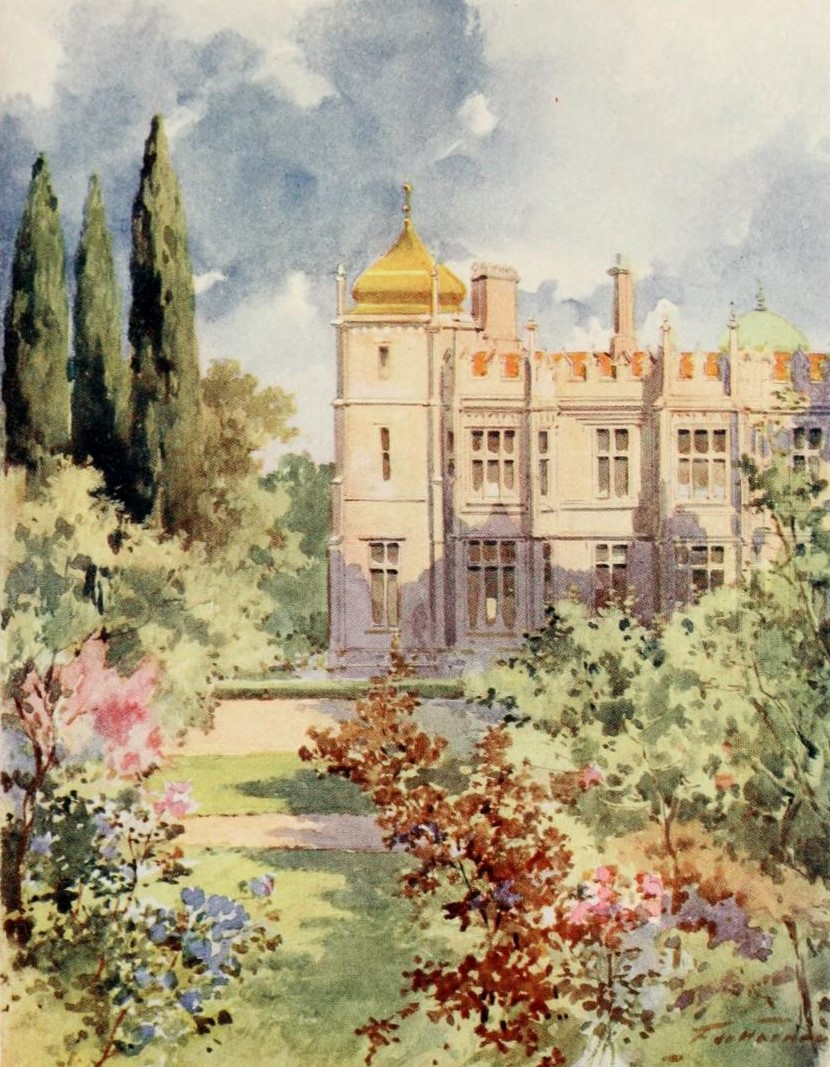
Лівадійський палац, Крим, 1913
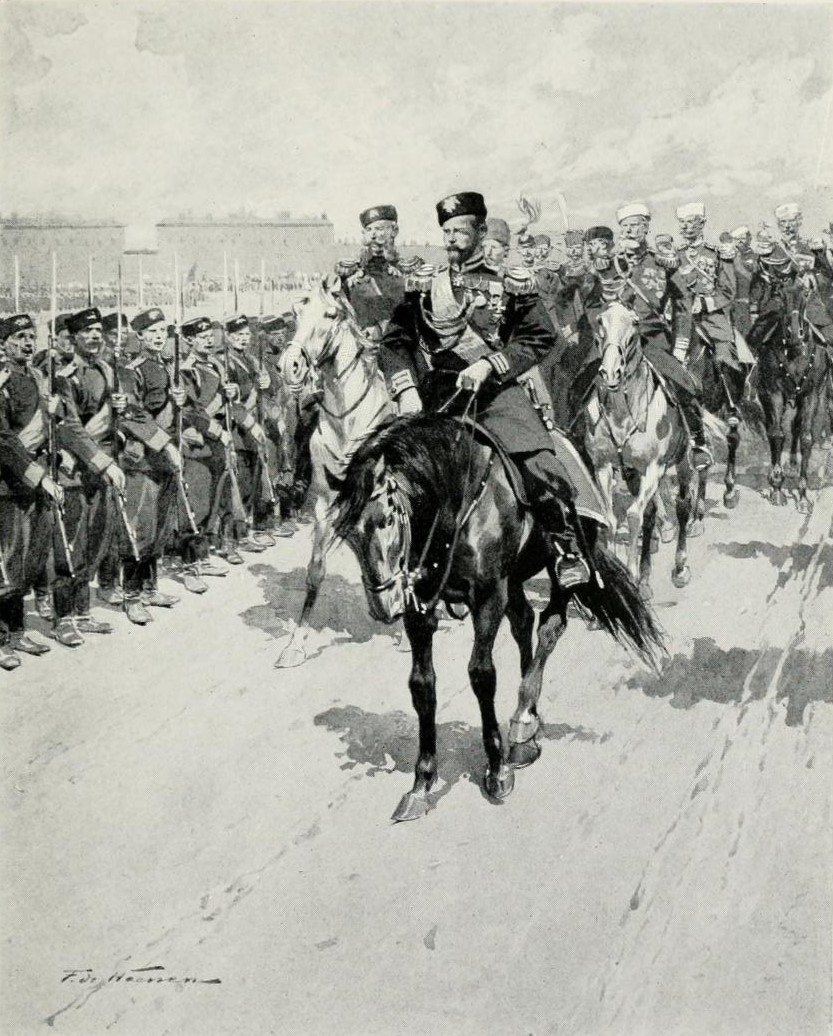
Микола II оглядає війська, 1913

## Галерея

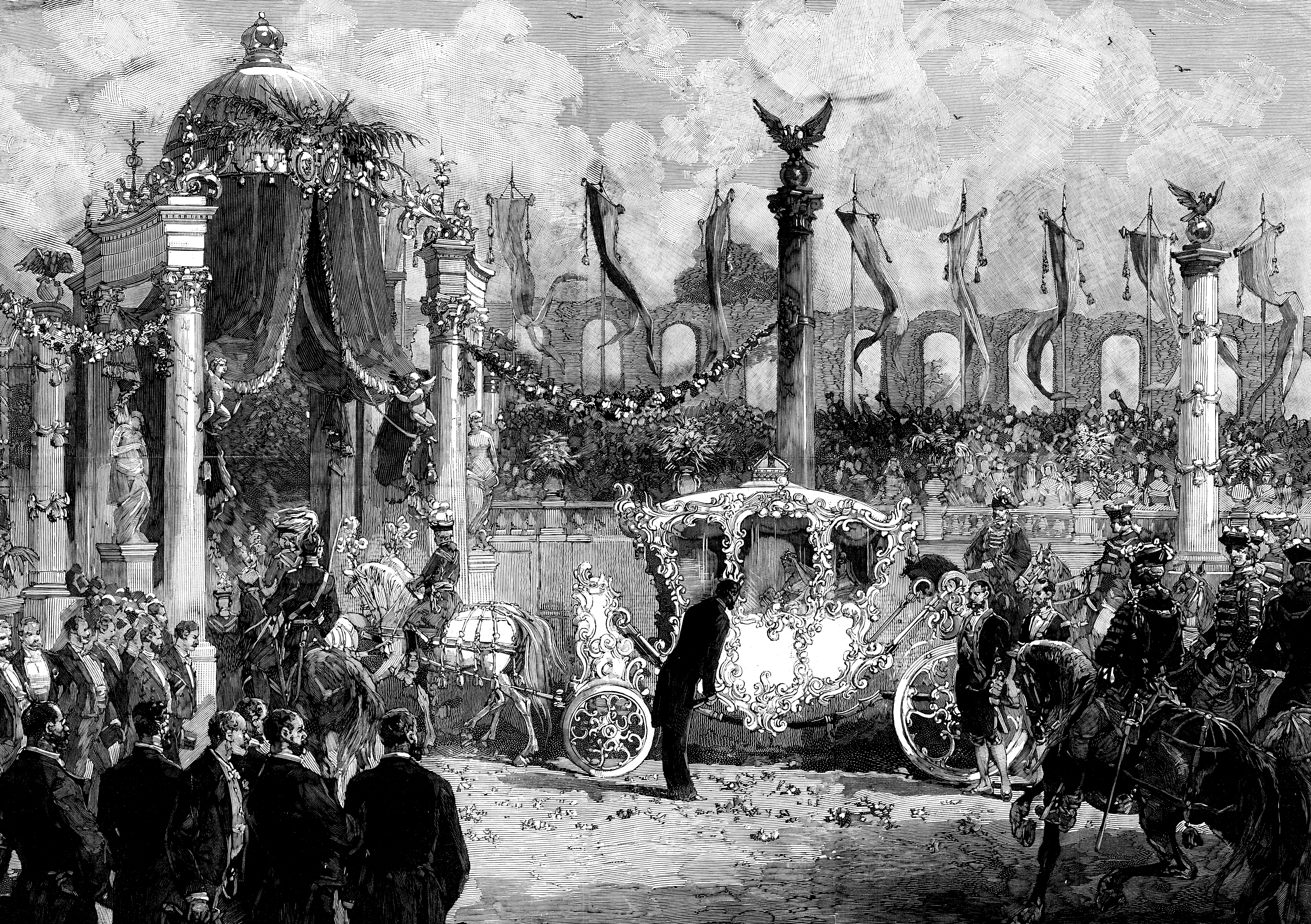
Accueil de la princesse Stéphanie de Belgique par le bourgmestre lors de son mariage avec l'archiduc Rodolphe d'Autriche le 10 mai 1881
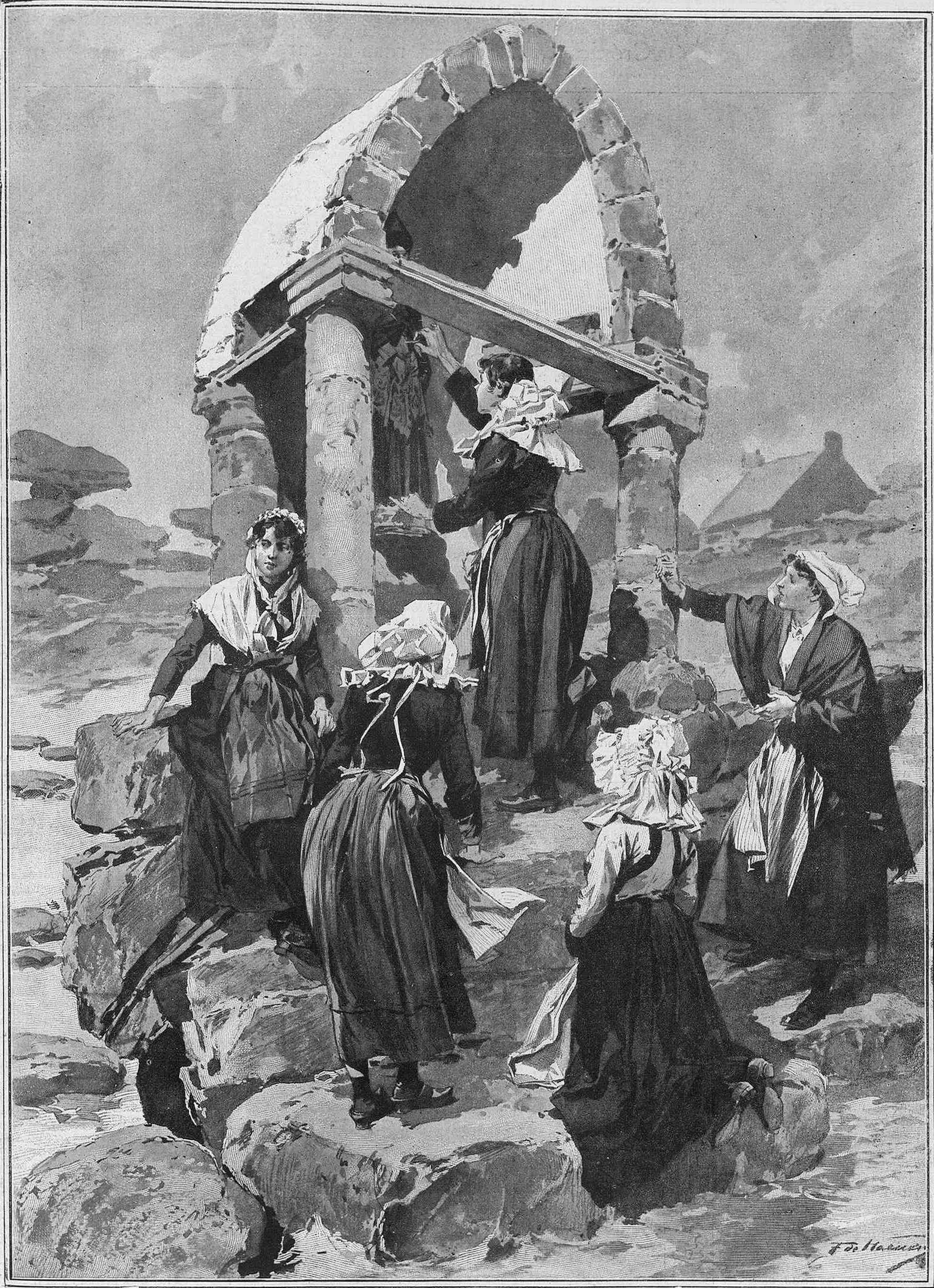
Jeunes femmes devant l'oratoire de Saint-Guirec [Ploumanac'h] (1905)
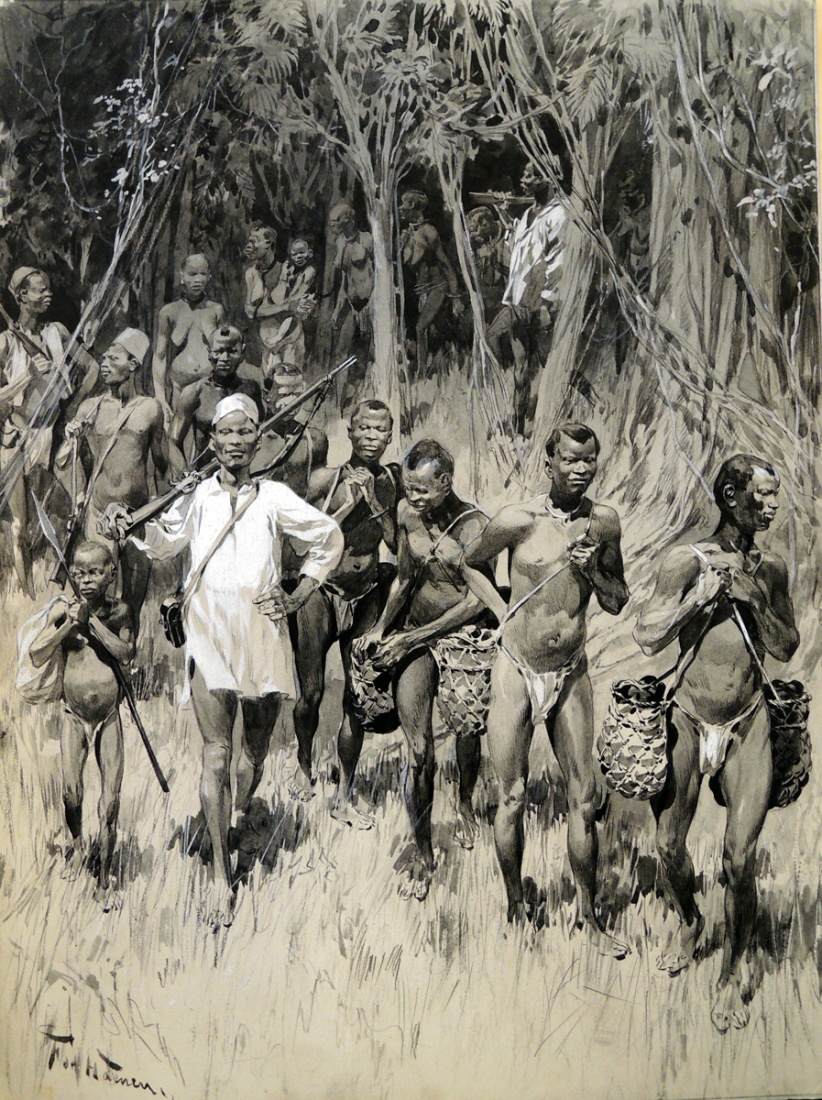
Comment l'homme blanc faisait le commerce du caoutchouc (1906)
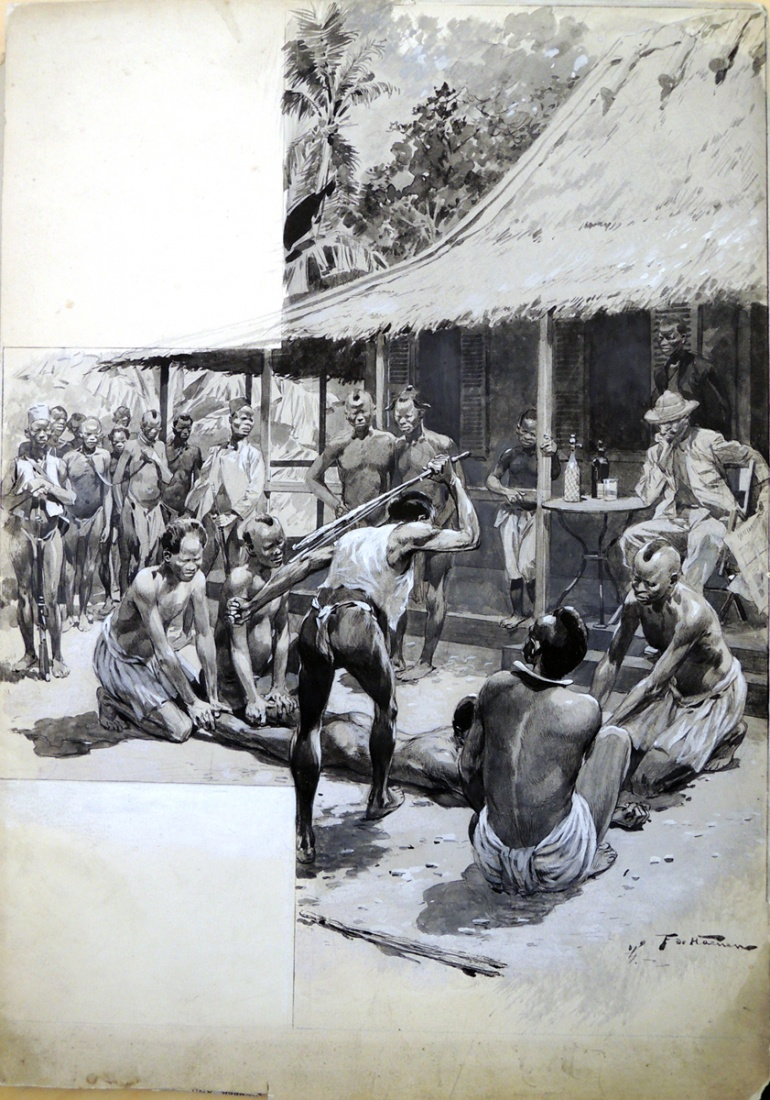
How the White Man Trades in the Congo (1906)